# La Nouvelle-Orléans
Pour les articles homonymes, voir Orléans (homonymie) et New Orleans (homonymie).
La Nouvelle-Orléans,,, (prononcé : /la nu.vɛ.l‿ɔʁ.le.ɑ̃/  ; en anglais : New Orleans /ˈnu ˈɔːl(i)ənz/  ; en espagnol : Nueva Orleans), est la plus grande ville de l'État de Louisiane, aux États-Unis. Avec une population de 383 997 habitants et 1 270 530 dans son aire métropolitaine, selon le dernier recensement officiel du Bureau du recensement des États-Unis (2020), la ville est située sur les bords du Mississippi, non loin de son delta, sur les rives sud du lac Pontchartrain.
Les limites de la paroisse d'Orléans, l'une des soixante-quatre paroisses subdivisant l'État de Louisiane, correspondent à celles de la ville. Sa vie culturelle riche, ancienne et vibrante lui vaut le surnom de Big Easy. Berceau du jazz, La Nouvelle-Orléans est marquée par l'héritage colonial français, que l'on retrouve aussi bien dans la toponymie que dans l'architecture ou les traditions locales.
Fondée en 1718 par Jean-Baptiste Le Moyne, sieur de Bienville et des colons français, son nom est choisi en l'honneur du régent Philippe, duc d'Orléans. Nommée capitale de la Louisiane en 1722, elle est construite ex nihilo selon un plan en damier symétrique. Elle devient peu à peu un centre commercial, exportant vers l'Europe des peaux et fourrures produites par les Amérindiens ainsi que des produits de plantations (indigotier, tabac). Cédée à l'Empire espagnol puis reprise par la France, la ville est définitivement vendue aux États-Unis, avec la Louisiane, par Napoléon Bonaparte en 1803. En 1880, elle perd son statut de capitale d'État au profit de Baton Rouge. Modernisée au début du XXe siècle, grâce à la création de digues et de canaux ainsi que d'un réseau de streetcars, La Nouvelle-Orléans perd 30 % de sa population après le passage de l'ouragan Katrina le 29 août 2005, qui entraîne d'importantes inondations et destructions de bâtiments.
Peuplée à plus de 65 % d'Afro-Américains, La Nouvelle-Orléans devient dès 1910 un lieu de bouillonnement artistique et musical. Foyer de la musique afro-américaine, elle voit émerger de nombreux artistes de blues, de jazz, comme Louis Armstrong et Sidney Bechet — tous deux nés dans la ville — mais aussi de musique dite cadienne. En outre, la ville possède un important patrimoine colonial espagnol et français, notamment dans le Vieux carré français, le Faubourg Marigny et Tremé ainsi que celui de Fontainebleau. Certains de ses habitants, descendants des créoles français, parlent encore le français et le Mardi gras est fêté chaque année. L'atmosphère chaleureuse et bruyante de La Nouvelle-Orléans a inspiré beaucoup d'artistes, dont l'écrivain Tennessee Williams qui en fit le théâtre de sa célèbre pièce Un tramway nommé Désir. Enfin, la ville accueille plusieurs équipes sportives, dont les franchises de la NBA des Pelicans de La Nouvelle-Orléans, et de la NFL des Saints de La Nouvelle-Orléans.

## Géographie

### Site
La Nouvelle-Orléans est située à vol d’oiseau à 511 km à l'est de Houston, à 966 km au sud de Saint-Louis et à 1 076 km à l'ouest-nord-ouest de Miami. Elle couvre une superficie de 907 km2, dont 48,45 % en plans d'eau. La ville suit un méandre du Mississippi, d'où son surnom The Crescent City (la ville croissant). La ville est enclavée entre le lac Pontchartrain au nord, le Mississippi qui traverse la ville au sud, la paroisse de Jefferson au sud-ouest et la paroisse de Plaquemine au sud-est. La plus grande partie de son territoire est située en dessous du niveau de la mer (environ 60 cm). Certaines zones se trouvant déjà à 5 m au-dessous du niveau de la mer continuent à s'enfoncer en moyenne de 6 mm et jusqu'à 2,5 cm par an dans certains quartiers. Les barrages et les digues construits pour dompter les crues du Mississippi et faciliter le trafic fluvial ayant privé le delta des dépôts de sédiments et d'alluvions, les zones humides qui protégeaient la ville des eaux déchaînées se retrouvent aujourd'hui sous les vagues.

### Climat
D'après la classification de Köppen : la température du mois le plus froid est comprise entre 0 °C et 18 °C (janvier avec 11,7 °C) et la température du mois le plus chaud est supérieure à 10 °C (juillet et août avec 28,2 °C). Les précipitations sont stables et abondantes, il n'y a pas de saison sèche. C'est donc un climat tempéré chaud sans saison sèche. L'été est chaud, car la température moyenne du mois le plus chaud est supérieure à 22 °C (juillet et août avec 28,2 °C).
Le climat de La Nouvelle-Orléans est donc classé comme Cfa dans la classification de Köppen ; autrement dit, il s'agit d'un climat subtropical humide.
Les températures en hiver varient de 16 à 25 °C la journée. Le printemps est une des meilleures périodes pour visiter la ville pour ses bonnes températures et son humidité encore modérée. L'été, les températures sont très élevées (35 °C), les matins et les débuts d'après-midi sont ensoleillés et des périodes orageuses se font souvent ressentir en fin de journée. L'humidité du climat est particulièrement accablante en été, à la fin duquel la ville peut être frappée par des ouragans provenant du golfe du Mexique. L'automne reste chaud.
Au cours de son histoire, la ville a été dévastée vingt-neuf fois par des ouragans ou des inondations, soit environ une fois tous les onze ans.
| Mois                                | jan.  | fév.  | mars  | avril | mai   | juin  | jui.  | août  | sep.  | oct.  | nov. | déc.  | année   |
| ----------------------------------- | ----- | ----- | ----- | ----- | ----- | ----- | ----- | ----- | ----- | ----- | ---- | ----- | ------- |
| Température minimale moyenne (°C)   | 6,6   | 8,4   | 11,5  | 15,1  | 19,6  | 22,6  | 23,6  | 23,6  | 21,8  | 16,5  | 11,5 | 7,8   | 15,7    |
| Température moyenne (°C)            | 11,7  | 13,5  | 16,8  | 20,3  | 24,6  | 27,2  | 28,2  | 28,2  | 26,2  | 21,5  | 16,8 | 12,9  | 20,7    |
| Température maximale moyenne (°C)   | 16,6  | 18,5  | 22,1  | 25,6  | 29,6  | 31,9  | 32,8  | 32,8  | 30,7  | 26,6  | 22   | 17,9  | 25,6    |
| Ensoleillement (h)                  | 151,9 | 163,9 | 220,1 | 252   | 279   | 273   | 257,3 | 251,1 | 228   | 241,8 | 171  | 158,1 | 2 647,2 |
| Précipitations (mm)                 | 130,3 | 134,6 | 114,3 | 116,1 | 116,8 | 201,9 | 152,1 | 155,4 | 130,6 | 90,9  | 114  | 134,9 | 1 591,9 |
| Nombre de jours avec précipitations | 9,3   | 8,8   | 8,2   | 6,9   | 7,6   | 12,9  | 13,6  | 13    | 9,4   | 7,6   | 7,6  | 9,1   | 114     |

| Diagramme climatique                                  |              |               |               |               |               |               |               |               |              |           |              |
| J                                                     | F            | M             | A             | M             | J             | J             | A             | S             | O            | N         | D            |
| 16,66,6130,3                                          | 18,58,4134,6 | 22,111,5114,3 | 25,615,1116,1 | 29,619,6116,8 | 31,922,6201,9 | 32,823,6152,1 | 32,823,6155,4 | 30,721,8130,6 | 26,616,590,9 | 2211,5114 | 17,97,8134,9 |
| Moyennes : • Temp. maxi et mini °C • Précipitation mm |              |               |               |               |               |               |               |               |              |           |              |

## Histoire
| Appartenances historiques Nouvelle-France ( Royaume de France) 1718-1763 Nouvelle-Espagne ( Royaume d'Espagne) 1763-1802 Louisiane ( République française) 1802-1803 Territoire de Louisiane ( États-Unis) 1803-1812 Louisiane ( États-Unis) 1812-1861 Louisiane ( États confédérés) 1861-1862 Louisiane ( États-Unis) 1862-présent |

### Période coloniale
En 1691, les explorateurs français arpentent la région du delta du fleuve Mississippi. Les coureurs des bois et trappeurs français et canadiens parcourent le territoire et troquent la fourrure avec les autochtones. En 1701, un premier comptoir de la fin du XVIIe siècle est transformé en poste de traite fortifié sous le nom de fort Saint-Jean à la confluence du bayou Saint-Jean et du lac Pontchartrain juste au nord de la future cité de La Nouvelle-Orléans.

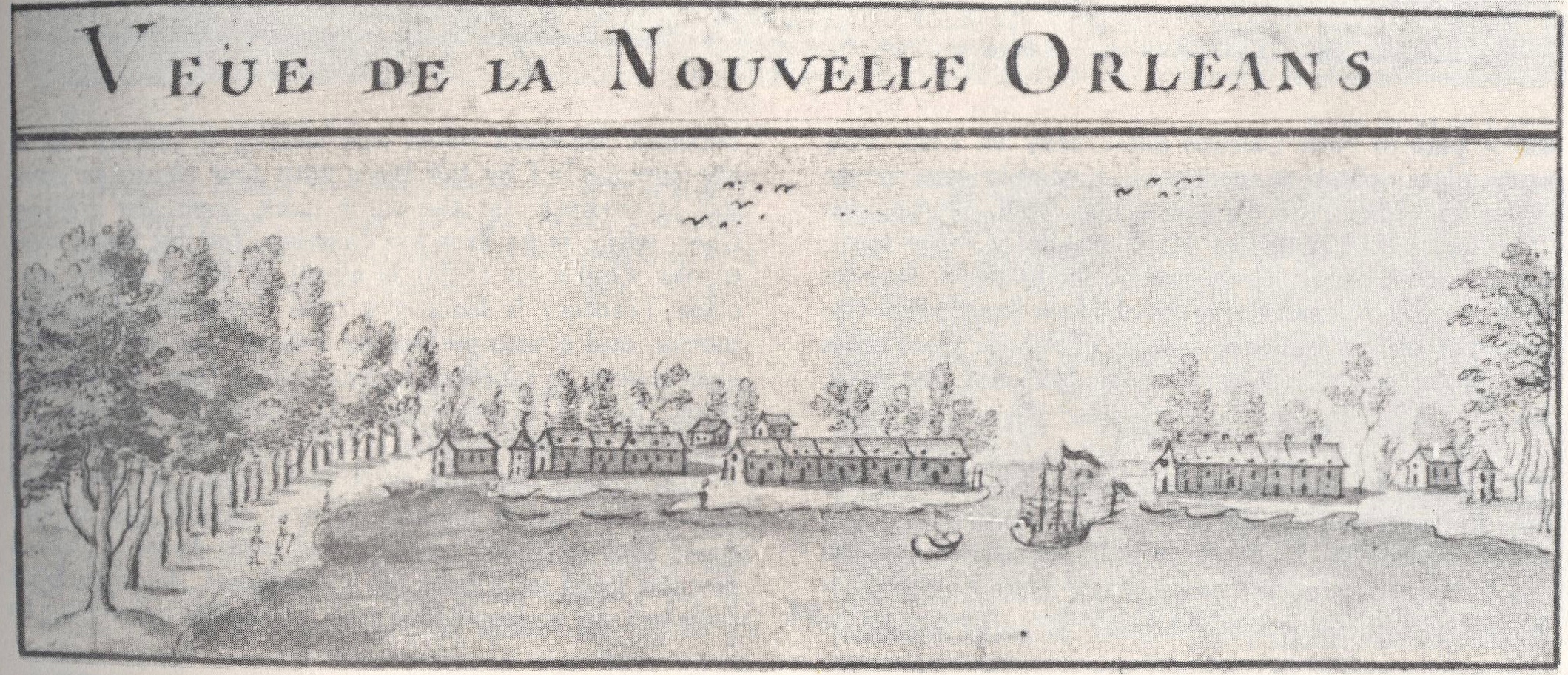
Vue de La Nouvelle-Orléans en 1720.

La ville fut fondée par les Français sous la direction du colon Jean-Baptiste Le Moyne de Bienville, en 1718. Le nom de la ville fut choisi en l'honneur du régent, Philippe, duc d'Orléans. À l'origine  simple comptoir de la Compagnie du Mississippi, elle devint la capitale de la Louisiane française en 1722 (la capitale fut transférée de Biloxi à La Nouvelle-Orléans).
Le site retenu est celui d'un méandre du Mississippi, d'où la forme en croissant de la ville qui lui donne le surnom de Crescent City, la ville en forme de croissant. Des fortifications devaient l'entourer dès le début, mais elles ne furent jamais réalisées. Ce n'est qu'en 1760 qu'une palissade en bois fut construite en urgence.
Les plans de La Nouvelle-Orléans furent dessinés par Adrien de Pauger et Le Blond de la Tour sur le modèle traditionnel des villes nouvelles, c'est-à-dire un damier symétrique, dont la taille maximale devait être de 88 hectares divisés en 66 îlots, avec une place où se trouvaient l’église (la future cathédrale Saint-Louis), la maison du gouverneur et des casernes. Sur les quais furent aménagés des magasins, un hôpital et le couvent des Ursulines. C'est notamment Adrien de Pauger qui dessina les plans du Vieux Carré avec ses rues à angle droit. La construction s'avéra très difficile à cause du climat, mais aussi des forêts denses qui occupaient le site : l'ouragan de 1722 causa d'énormes dommages. Le manque de main-d'œuvre, les épidémies et les moustiques ralentirent également les travaux. Le creusement du chenal démarra en 1723.
Le fait que la Louisiane fût dépourvue de structures sociales, politiques et religieuses rigides donnait à tous le sentiment d'une liberté accrue. Selon les registres paroissiaux de l'époque, la moitié des catholiques de La Nouvelle-Orléans ne faisait pas leurs pâques et n'entrait que rarement dans l'église Saint-Louis. La fréquentation des Amérindiens aux mœurs plus libres, notamment en matière sexuelle, a dû contribuer à l'évolution des mentalités.[réf. nécessaire] Mais surtout le manque de femmes était un problème majeur. Le royaume de France procéda à l'envoi de contingents de femmes pour la Nouvelle-France et notamment pour la Louisiane française. Des Filles de la Cassette furent envoyées dès la fin du XVIIe siècle. Les cas de bigamie n'étaient pas rares et beaucoup de colons français prenaient de jeunes Amérindiennes et surtout des jeunes femmes noires comme maîtresses, qu'ils installaient dans leur propriété grâce au système du plaçage, le Code noir empêchant tout mariage interracial. Bref, la ville de La Nouvelle-Orléans abritait une communauté cosmopolite, multiraciale et même, par certains aspects, interlope.[réf. nécessaire]
De 1726 à 1733, le gouverneur colonial de la Louisiane française est Étienne de Perier (1687-1766),,,.
La toute première digue le long du Mississippi est réalisée en 1727.

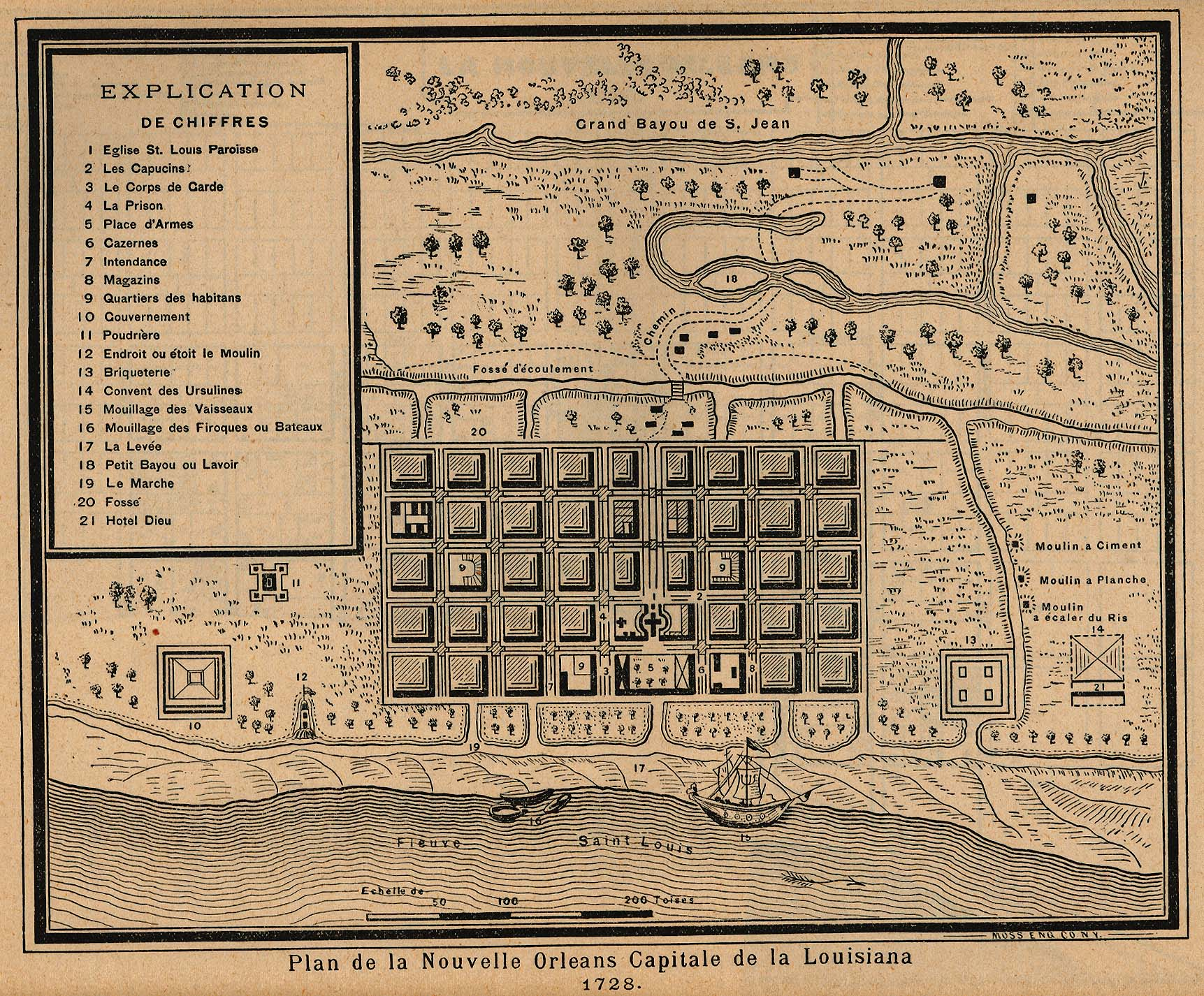
La Nouvelle-Orléans en 1728.

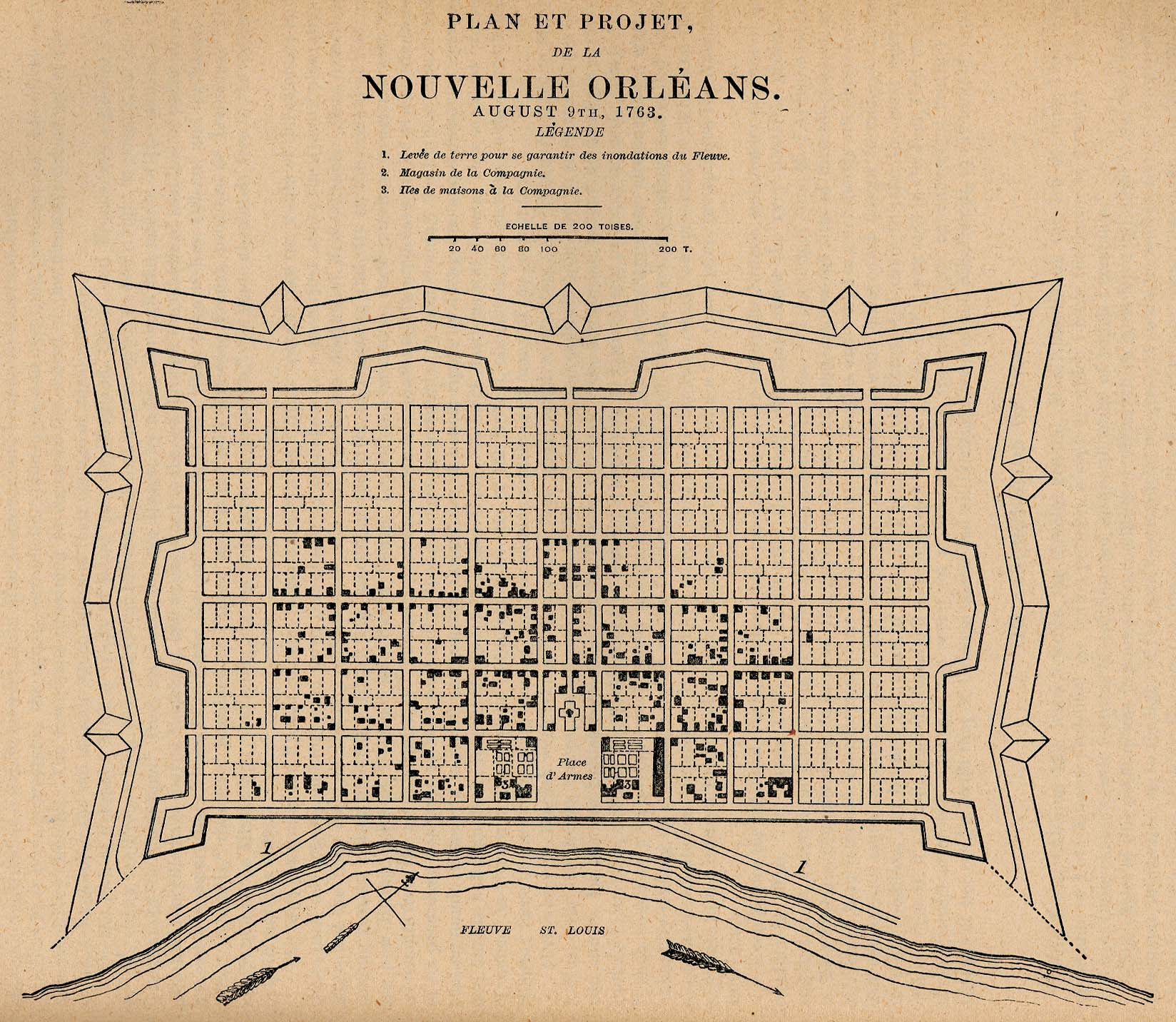
Proposition de planification de La Nouvelle-Orléans en 1763.

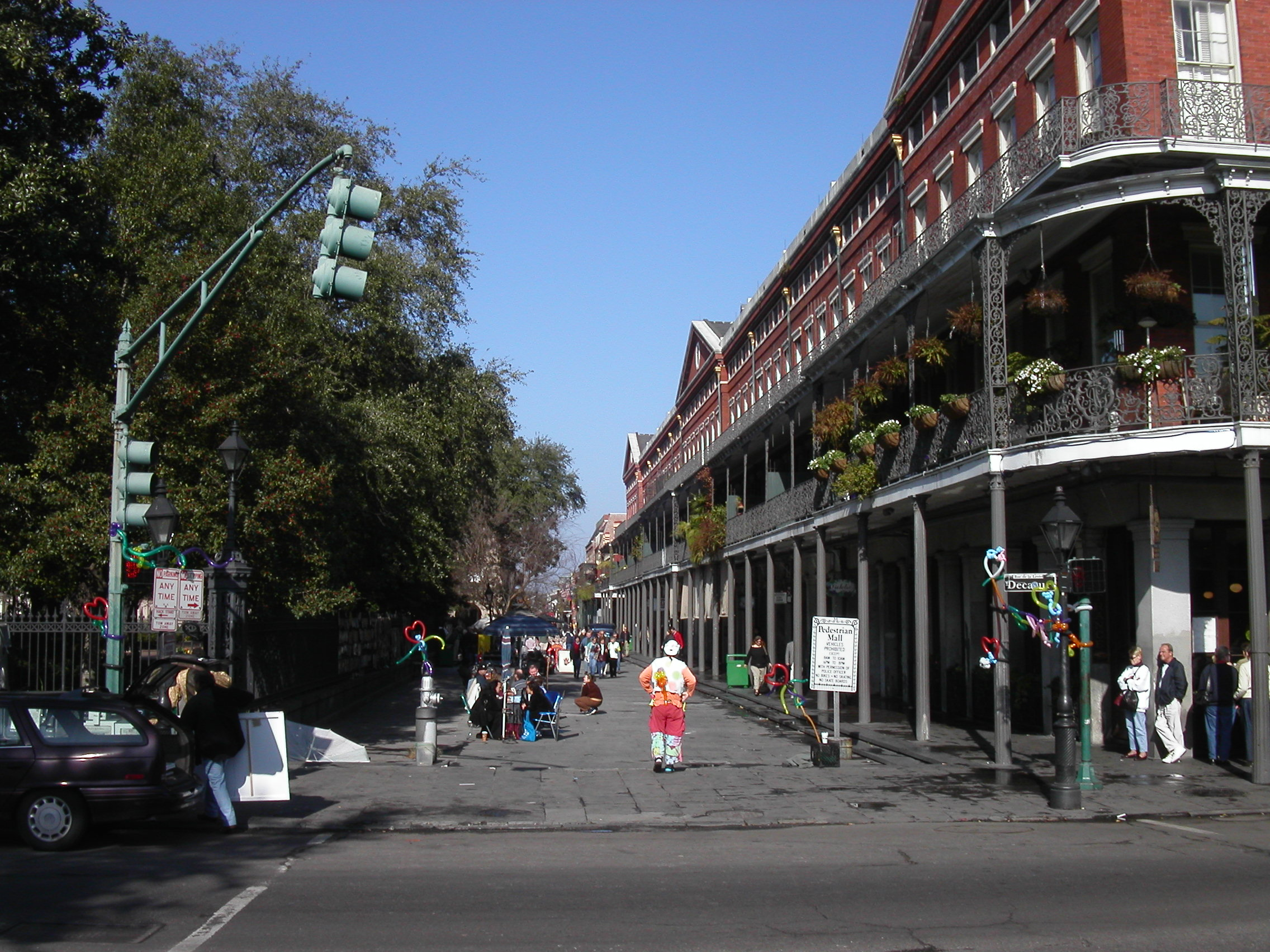
Le Vieux Carré, ou quartier français.

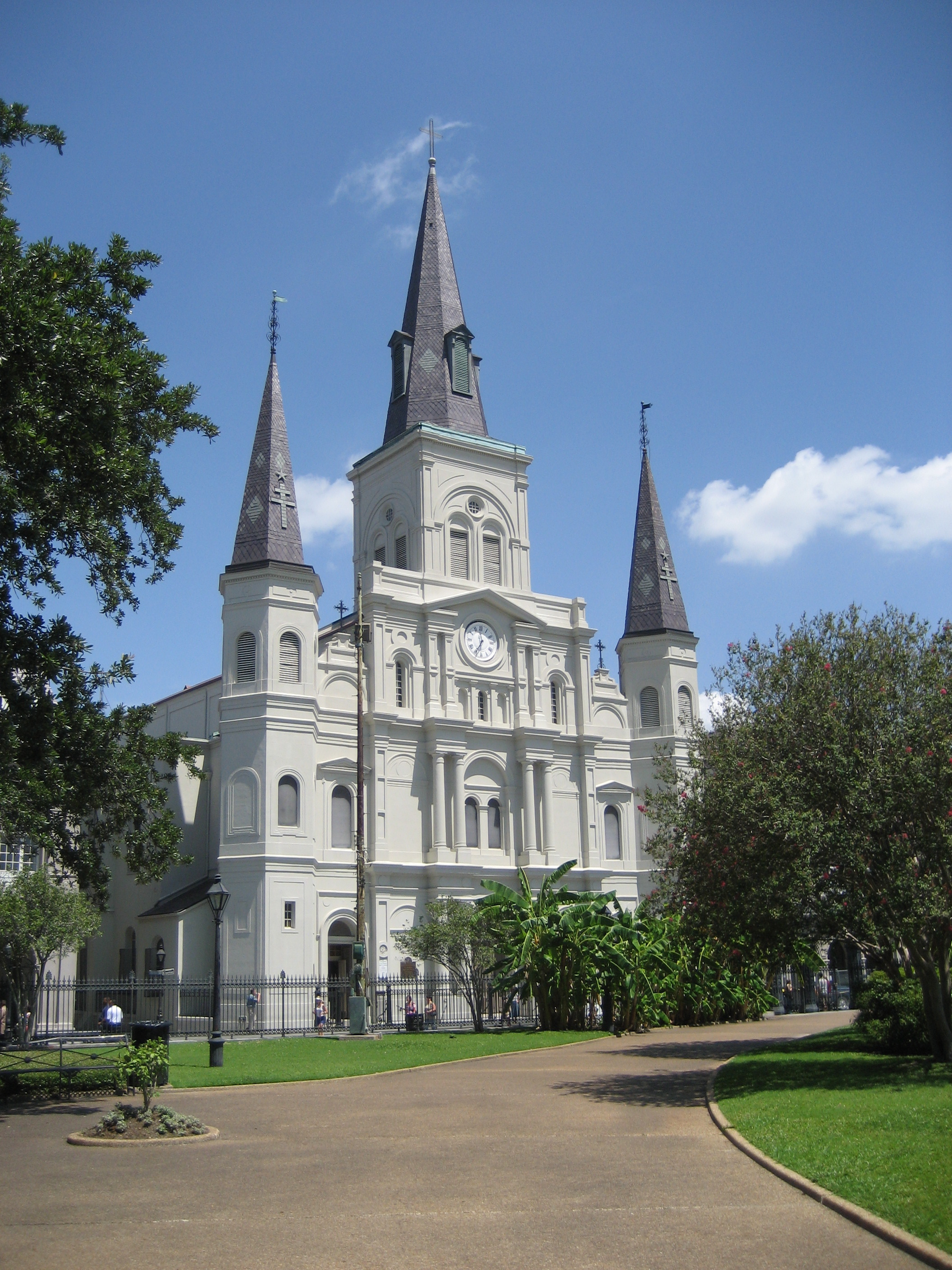
La cathédrale Saint-Louis vue de Jackson square (anciennement Place D'armes).

La même année, à l'instigation du gouverneur Perier, arrivèrent les Filles de la Cassette, pourvues d'un trousseau fourni sur les deniers de la cassette royale.
Perier « établi une police bien réglée, il déclare la guerre au vice, il expulse ceux qui mènent une vie scandaleuse, on inflige des châtiments corporels aux filles qui mènent une mauvaise vie, les procès sont terminés en trois ou quatre jours, on pend, on brise sur la roue pour le moindre vol, le Conseil est suprême. Il n'y a pas d'appel, on fait venir des affaires de l'Illinois à quatre cents lieues de distance : cela n'empêche pas qu'il y ait des magistrats dans ces endroits, mais on fait appel ici ». Marie-Madeleine Hachard en parle en ces termes : Les femmes célibataires sont contraintes de déclarer leur grossesse, sous peine de mort.
En 1731, Perier décide d'exterminer les Natchez qui avaient commis le massacre de fort Rosalie en 1729 en représailles de l'expulsion de leurs terres ancestrales.
En 1733, lorsque Jean-Baptiste Le Moyne de Bienville redevint gouverneur de la Louisiane, La Nouvelle-Orléans avait déjà la réputation d'une ville libre et joyeuse, avec ses fêtes, ses bonnes tables et ses danses. Durant toute cette période, le français demeura la langue officielle de la colonie : c'était la seule langue des Blancs, mais les Noirs parlaient le créole (à base de français) et les autochtones, leurs propres langues.
La Nouvelle-Orléans devint la capitale économique de la Louisiane. Elle exportait des peaux venues de l'intérieur ainsi que des produits des plantations (indigo, tabac…).

En 1762, la colonie fut cédée à l'Empire espagnol par un accord secret : le traité de Fontainebleau, qui fut confirmé par le traité de Paris, mais aucun gouverneur espagnol (Antonio de Ulloa) ne vint pour prendre le contrôle de la ville avant 1766. 

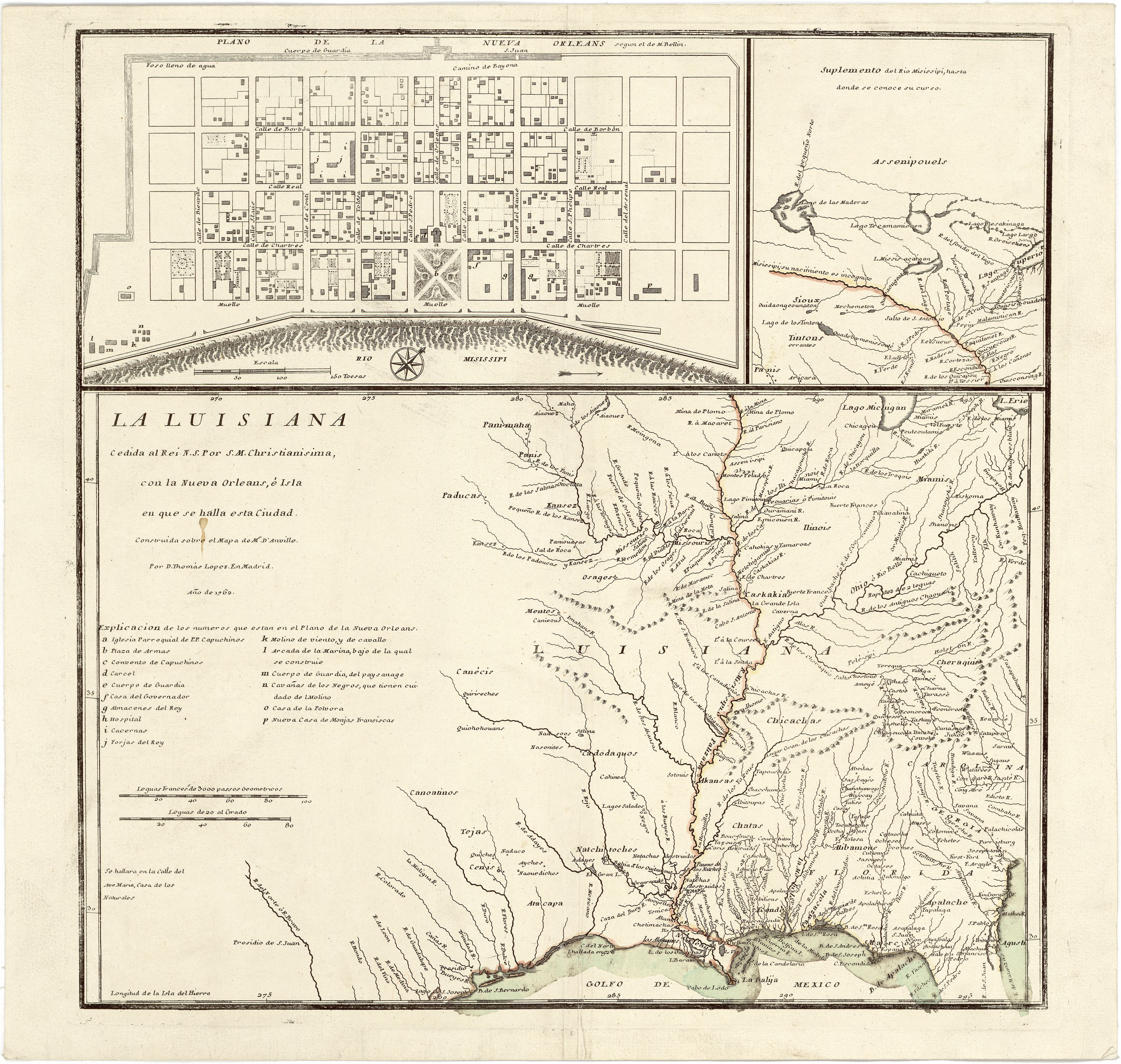
La Luisiana : Cedida al Rei N.S. Por S.M. Christianisima con la Nueva Orleans é Isla en que se halla esta Ciudad / Construida sobre el Mapa de Mr. D'Anville por D. Thomas Lopez en Madrid Año de 1762
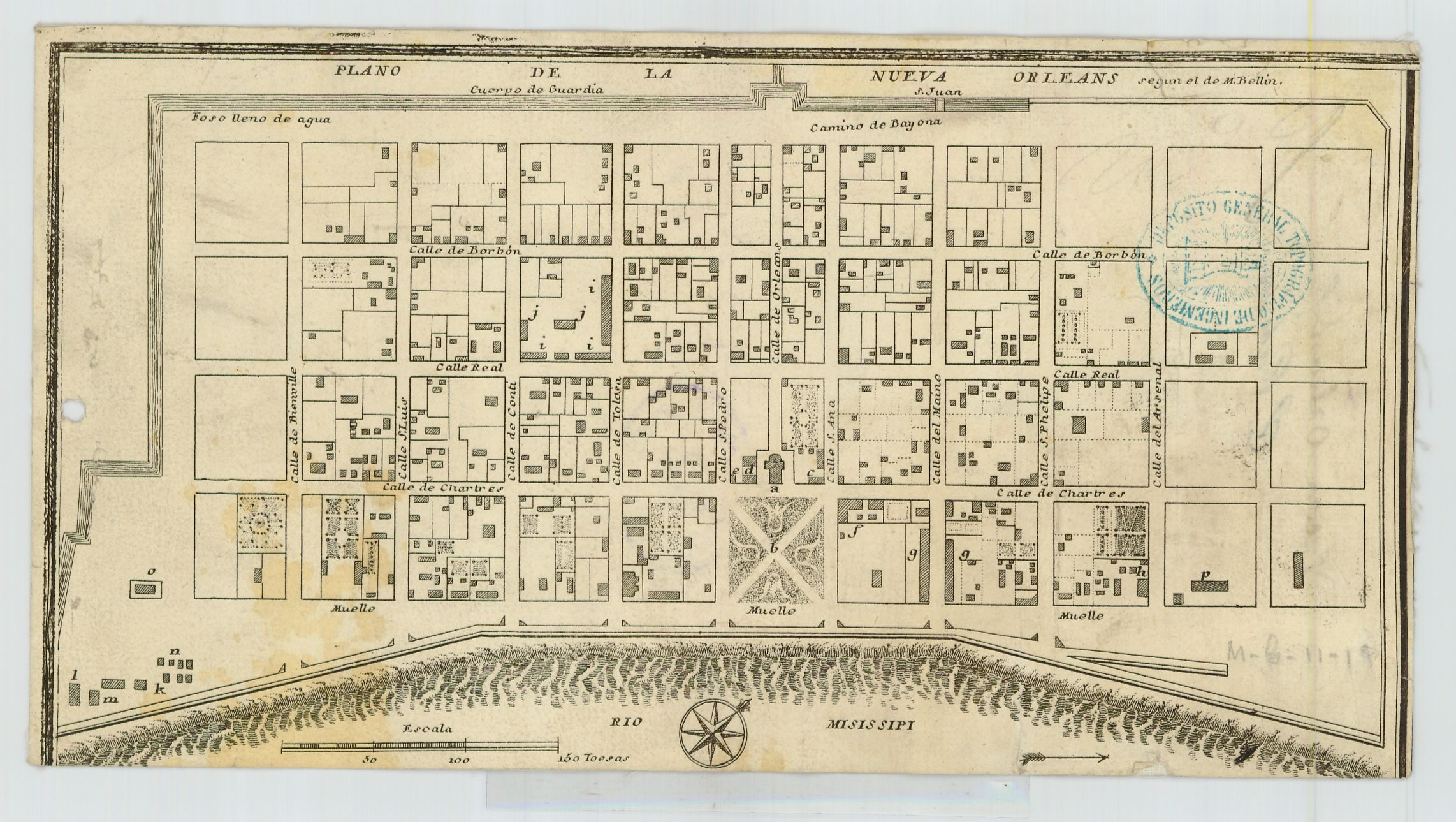

De même, peu d'hispanophones vinrent s'installer dans la capitale louisianaise. Certains des premiers colons français ne furent jamais satisfaits du régime espagnol et firent de multiples pétitions pour retourner sous celui de la France. Le 28 octobre 1768, un groupe de colons créoles tenta de chasser les Espagnols de la ville à la suite de l'établissement de l'exclusif. La reprise en main se fit par une troupe envoyée en juillet 1769. Les meneurs furent arrêtés et neuf d'entre eux furent condamnés à mort. Un conseil municipal fut instauré pour satisfaire les revendications locales.

Un incendie détruisit 856 immeubles de La Nouvelle-Orléans le 21 mars 1788 et un autre 212 en décembre 1794. 

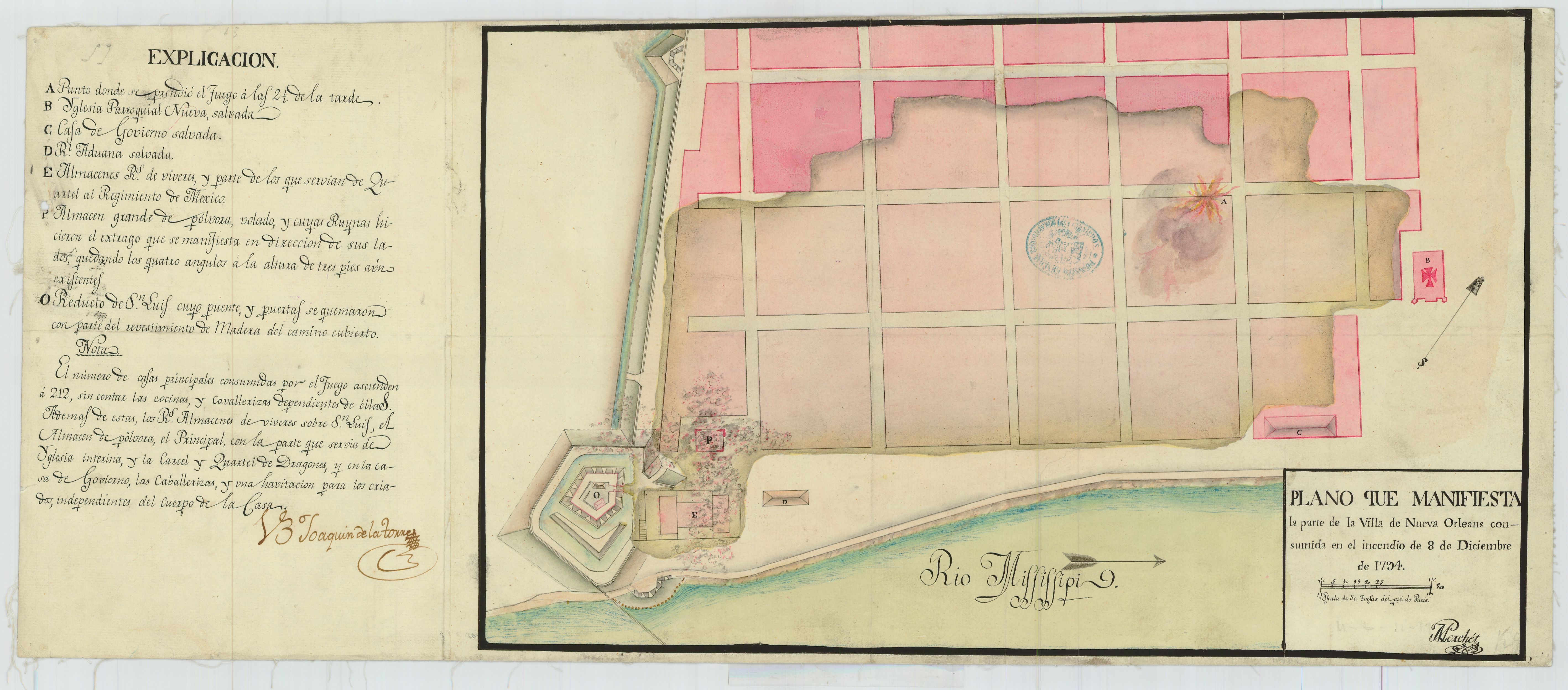
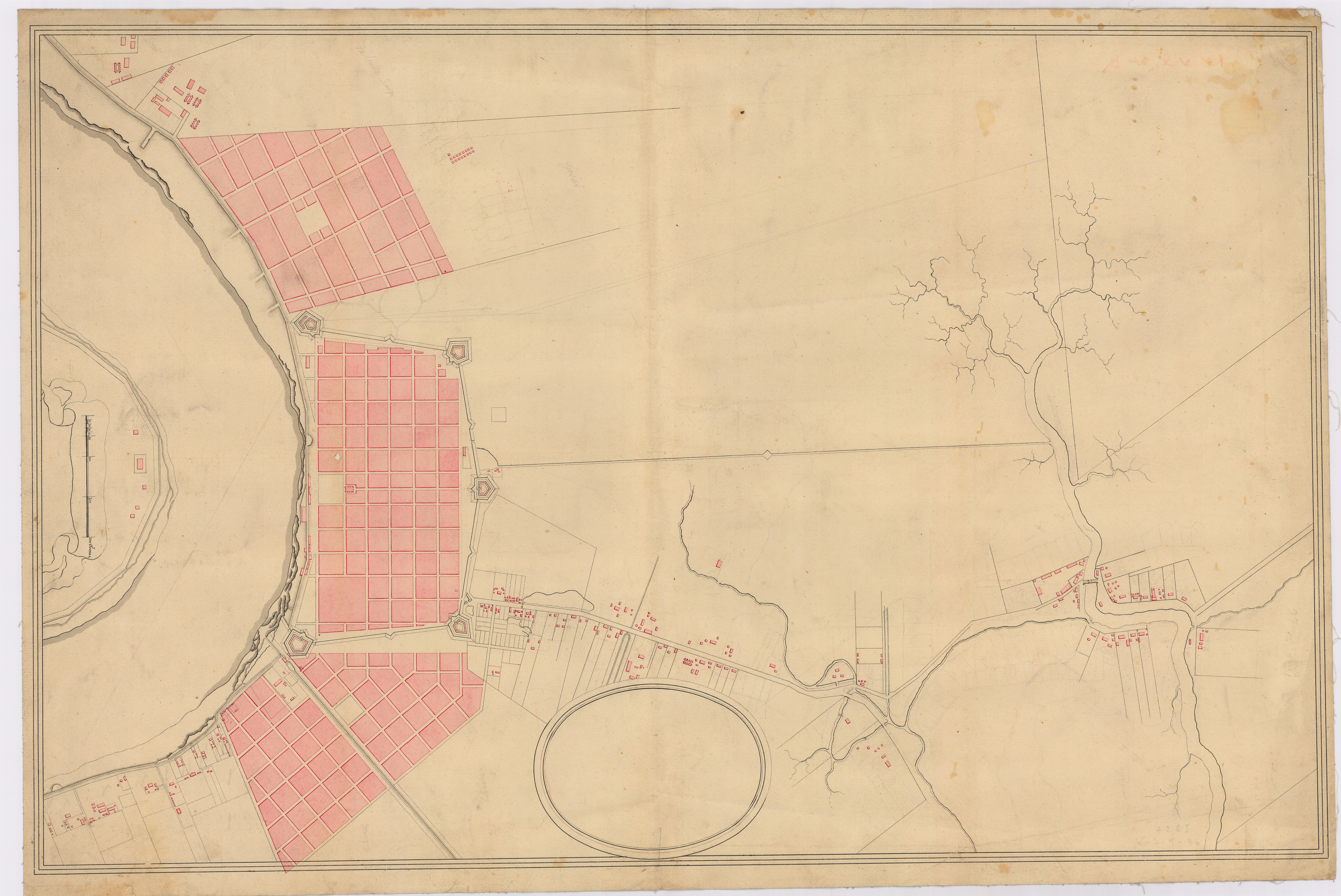

En conséquence, un règlement d'urbanisme imposa la brique en remplacement du bois pour les maisons à étage, et les tuiles pour les couvertures.
La population de la ville se limite à 4 985 habitants en 1785, avec un total de 32 000 habitants pour toute la Louisiane, alors espagnole et englobant la partie occidentale de la Floride, en particulier le secteur de Biloxi. En 1785, le comte d'Aranda, pour peupler la Louisiane face aux Anglo-Saxons, suggère au roi Charles III d'Espagne d'obtenir du roi Louis XVI de pouvoir y établir les derniers Acadiens qui restaient non assimilés en France. Les transactions avec Charles Gravier de Vergennes aboutissent en avril 1784 : les frais de transport sont payés par l'Espagne, la France règle ses arriérés de pensions aux Acadiens. Sept navires sont armés et partent de Nantes en 1785 vers La Nouvelle-Orléans. En raison des décès au cours du voyage, des naissances et des clandestins, on peut[Qui ?] avancer le chiffres de 1 596 Acadiens qui sont transportés ainsi, sur le Bon Papa et le Saint-Rémy armés par Jean Peltier Dudoyer, la Bergère armée par Joseph Monesron Dupin, la Caroline, commandée par Nicolas Baudin, le Beaumont, l'Amitié et la Ville d'Arcangel.
En 1791, le nouveau gouverneur de la Louisiane, Francisco Luis Hector de Carondelet, impulsa une politique culturelle tout en développant l'amélioration et le confort des Louisianais, comme l'installation de l'éclairage des rues. Un théâtre fut construit rue Saint-Pierre, le théâtre de la Rue Saint-Pierre, qui était un bâtiment construit en bois du pays situé dans le centre-ville de La Nouvelle-Orléans, situé dans le quartier du Vieux carré français. Le directeur du théâtre était un réfugié de Saint-Domingue, Jean Baptiste Le Sueur Fontaine. Il fit jouer des comédiens français tel que Jeanne-Marie Marsan.
En 1795, l'Espagne autorisa les États-Unis à utiliser le port. La ville revint sous le contrôle français en 1800, mais en 1803 Napoléon Bonaparte vendit la Louisiane (qui comprenait un territoire beaucoup plus vaste comprenant le pays des Illinois, la Nouvelle-France et la Louisiane française) aux États-Unis pour 80 millions de francs. À cette époque, la ville comptait environ huit mille habitants. La même année, le premier maire de la ville, Étienne de Boré, nommé par le gouverneur William C. C. Claiborne, institua une force de police, sous la direction de Pierre Achille Rivery, à la tête de vingt-cinq hommes.
La population souffrit d'épidémies de fièvre jaune, malaria et variole, éradiquées après 1905. 22 épidémies de grande ampleur de fièvre jaune, qui ont fait plus de 150 000 victimes au total en ville et autant dans la région, sont recensées entre l'achat de la Louisiane et la guerre de Sécession.

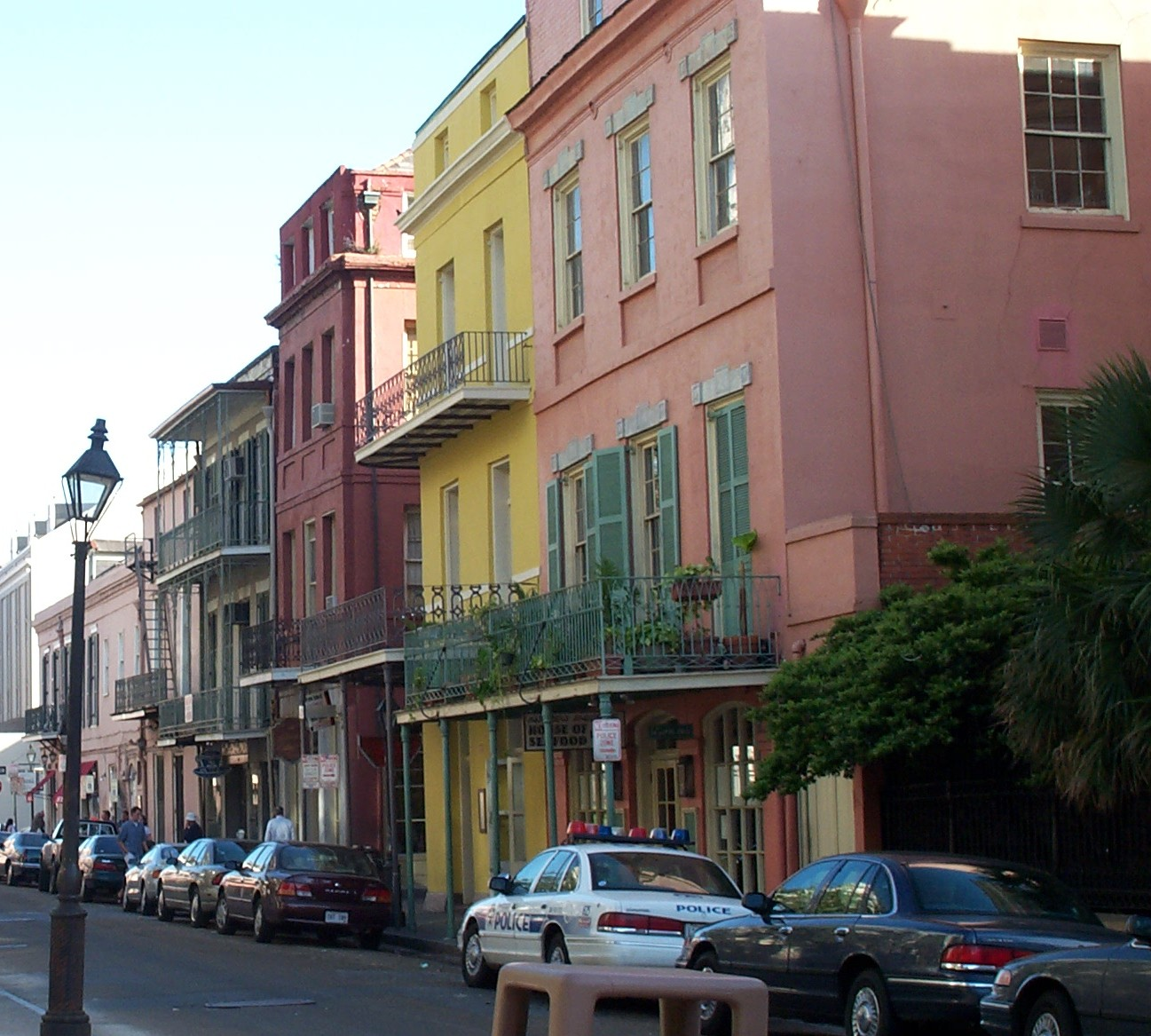
Le Vieux carré (quartier français) de La Nouvelle-Orléans, Louisiane.

### XIXesiècle

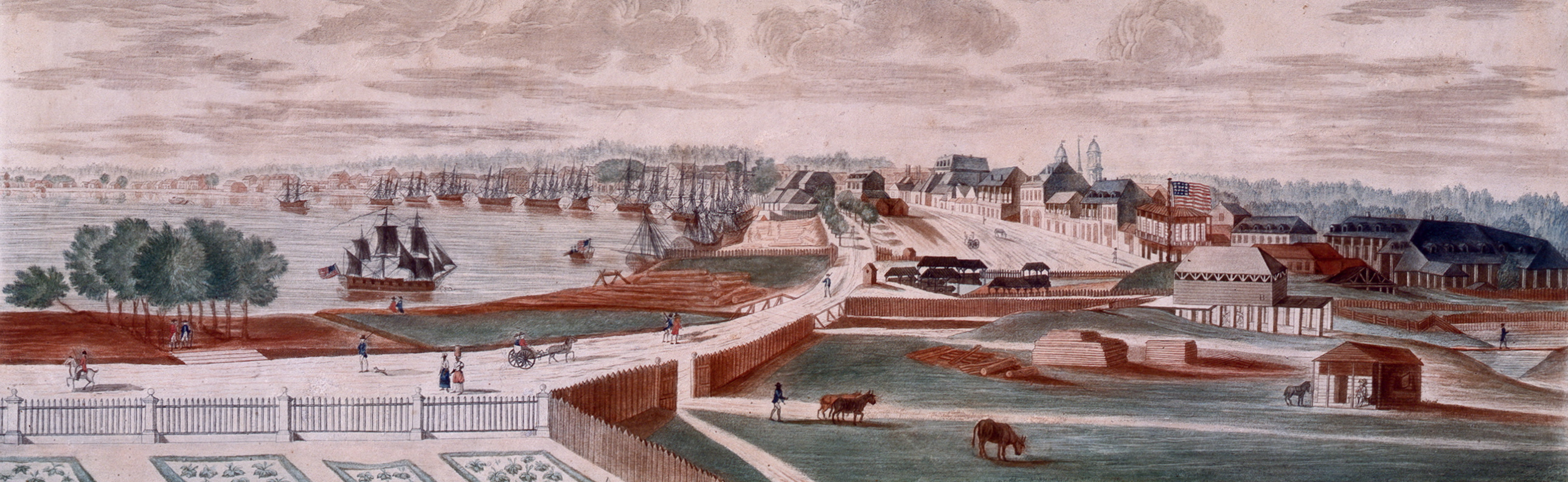
Vue de la Nouvelle-Orléans en 1803.

La Louisiane devient l'un des États des États-Unis en 1803. La Nouvelle-Orléans, en 1805, comptait au total 8 475 habitants. Elle reçoit de 1806 jusqu'en décembre 1809 un total de 9 059 réfugiés français de Saint-Domingue en Amérique, parmi lesquels 2 731 Blancs, 3 102 Noirs libres et 3 326 esclaves, ce qui fait plus que doubler sa population. En 1810, la ville compte 24 552 habitants, dont seulement 3 200 anglophones.
Les historiens ont retrouvé leur trace grâce à la très abondante presse française : parmi laquelle Le Moniteur de la Louisiane, le premier journal publié en Louisiane en 1794 par Louis Duclot et sous la rédaction en chef de Jean Baptiste Le Sueur Fontaine, deux des réfugiés français de Saint-Domingue en Amérique, ou L'Ami des Lois (créé en 1809 par Jean-Théophile Leclerc le révolutionnaire français) et L'Abeille de La Nouvelle-Orléans (1825).
La population de la ville fait plus que doubler avec l’arrivée de Créoles français qui quittèrent Saint-Domingue à la fin de la colonie en 1802 et 1803 puis, en une seconde vague en 1809, par ceux qui furent expulsés par les Espagnols de l'île de Cuba où beaucoup s'étaient réfugiés autour de Santiago ; certains vont cultiver le coton dans les quatre États du sud des États-Unis qui représenteront 80 % de la culture du coton en 1860 (Louisiane, Alabama, Mississippi et Géorgie). Pendant la guerre anglo-américaine de 1812, les Britanniques envoyèrent une force pour essayer de conquérir la ville, mais ils furent vaincus par les troupes commandées par Andrew Jackson à quelques kilomètres en aval, à Chalmette, le 8 janvier 1815 (bataille de La Nouvelle-Orléans).
La population de la ville doubla dans les années 1830. Vers 1840, elle atteint même 100 000 habitants, ce qui en fit la quatrième ville des États-Unis. Selon Brasseaux, près de cinquante mille Français ont pénétré dans les États-Unis par La Nouvelle-Orléans entre 1820 et 1860, tandis que l'autre port, Baton Rouge, assurait le transport des esclaves venus de la côte est. Il fallait désormais le ménager : en 1808, la traite avait été interdite.

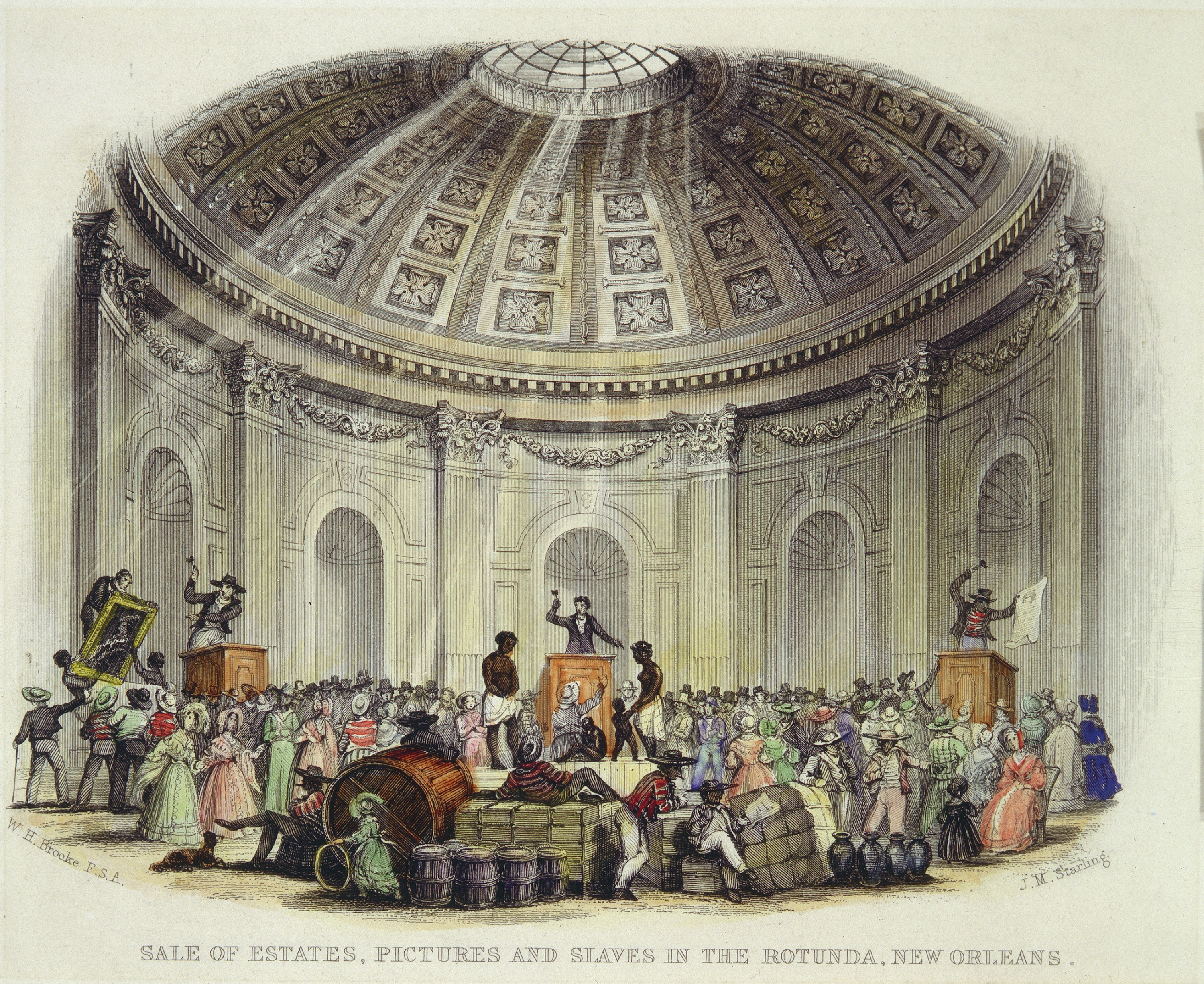
Vente de domaines, de tableaux et d'esclaves dans la Rotonde à La Nouvelle-Orléans, vers 1842.

La Nouvelle-Orléans est la capitale de l’État de Louisiane jusqu’en 1849, puis de 1865 à 1880 (à cette date, Baton Rouge prend le relais). Son port eut un rôle majeur dans la vente des esclaves, alors qu'elle avait la plus grande communauté d'origine servile.
L'histoire de Delphine Lalaurie est probablement la plus connue des faits divers macabres du Vieux Carré français. Madame Lalaurie, mondaine respectée, accueillait nombre de grands événements dans son opulent domicile, 1140, rue Royale. Son train de vie somptueux était servi par un grand nombre d'esclaves. Cependant, le mauvais traitement des esclaves étant illégal, la société commença à éviter LaLaurie après qu'un voisin eut surpris cette femme élégante en train de chasser une fille d'esclave avec un fouet. La fille sauta du toit dans un effort désespéré pour fuir LaLaurie et se tua. Le voisin avertit les autorités. Ce fut la fin de la carrière sociale de Lalaurie, rejetée par la bonne société.
Lors de la guerre de Sécession, La Nouvelle-Orléans fut prise par l’Union, sans combat le 1er mai 1862. En leur qualité de garde urbaine, les milices des citoyens européens et principalement français empêchent la destruction de la ville voulue par des émeutiers.
Juste après la guerre, un massacre se produisit : des démocrates blancs, y compris des policiers et des pompiers, attaquent des républicains, la plupart étant des Noirs, rassemblés devant le Mechanics Institute de la ville, où devait se tenir une session de la convention républicaine afin de réviser la constitution de la Louisiane. En effet, les républicains étaient irrités par une constitution qui légalisait les Black Codes et refusait de donner le droit de vote aux Noirs. Les démocrates louisianais considéraient cette révision de la constitution comme illégale et redoutaient que le vote des Noirs puisse donner une majorité aux républicains lors des élections de l'État de la Louisiane. En réaction, des Blancs démocrates radicaux décident d'en découdre et déclenchent l'émeute pour empêcher la tenue de la convention. Il y aura au total entre 150 et 200, voire plus, de victimes afro-américaines, dont entre 35 et 44 morts et plus d'une centaine de blessés,. En outre, trois républicains blancs et un manifestant blanc sont tués,.
Il reste un cachet historique avec la richesse du XIXe siècle au-delà du Vieux carré français. La ville, qui abritait le New Orleans Cotton Exchange depuis 1871, accueillit l’Exposition internationale de l'industrie du coton en décembre 1884 pour célébrer le centenaire du commerce cotonnier américain.
La ville gagna une réputation de débauche et de tripot à la fin du XIXe siècle et début du XXe siècle notamment avec le quartier interlope de Storyville.
En mars 1891, onze Italiens sont lynchés par la foule en raison de leur prétendue participation au meurtre du chef de la police locale David Hennessy (en). L'incident eut de graves répercussions sur le plan national et international. Le royaume d'Italie suspendit ses relations diplomatiques avec les États-Unis, allant jusqu’à susciter des rumeurs de guerre. Les relations diplomatiques sont restées dans l'impasse pendant plus d'un an et des rumeurs de déclaration de guerre à l'Amérique ont circulé à la suite des meurtres. Dans le cadre d'un effort plus large pour apaiser les tensions avec l'Italie et les immigrés italiens, le président Benjamin Harrison a déclaré la première célébration nationale du Jour de Christophe Colomb en 1892, commémorant le 400e anniversaire du débarquement de l'explorateur italien dans le Nouveau Monde.

### XXesiècle

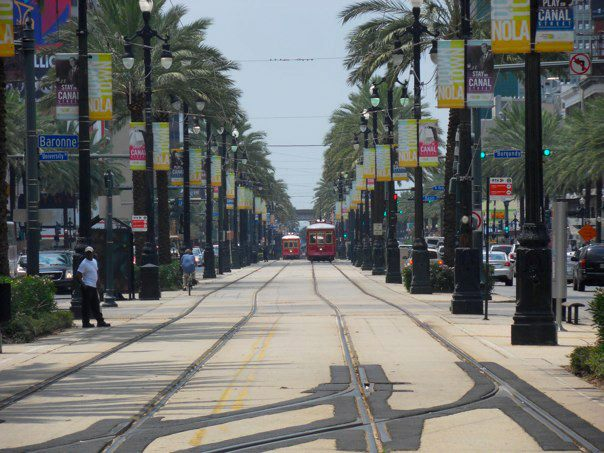
Canal Street.

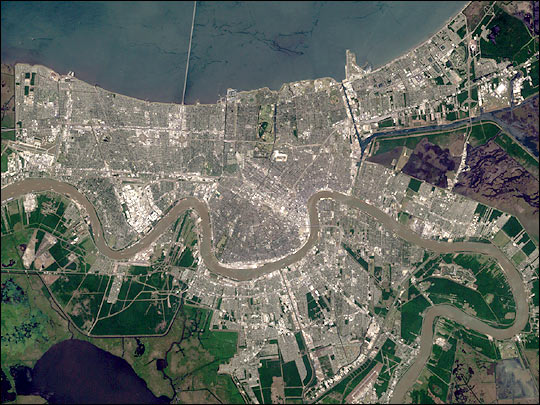
La Nouvelle-Orléans (au centre, vue de satellite) suit un méandre du fleuve Mississippi (au sud), d'où son surnom The Crescent City (la ville croissant). Le lac Pontchartrain est au nord.

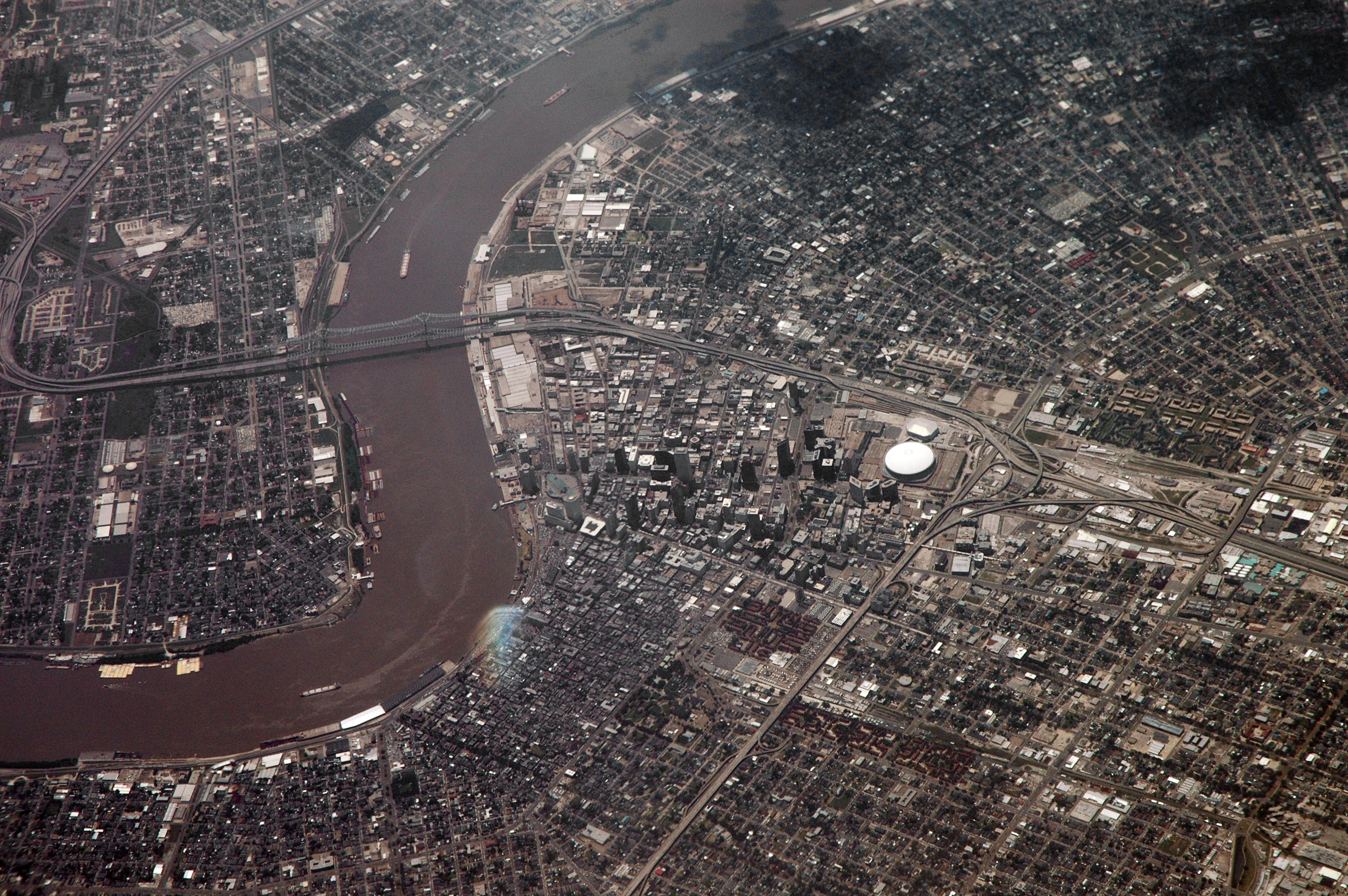
Photo aérienne du centre-ville (à droite du fleuve). Le cercle blanc est le Superdome.

Une grande partie de la ville est située sous le niveau de la mer. D'autre part, elle est bordée par le fleuve Mississippi et le lac Pontchartrain. Enfin, la cité est confortée et entourée de digues. Jusqu’au début du XXe siècle, les constructions étaient largement limitées à la partie légèrement surélevée sur les digues naturelles et les bayous, car le reste de la région était constitué de marécages soumis à de fréquentes crues. Ce qui donna à la ville, au XIXe siècle, la forme d’un croissant. Dans les années 1910, l’ingénieur A. Baldwin Wood proposa un plan ambitieux de drainage avec des pompes de sa conception qui sont toujours utilisées aujourd'hui.
Dans les années 1920, dans un effort de modernisation de l’aspect de la ville, beaucoup de rambardes des balcons de la rue du Canal, la rue commerçante, furent retirées. Dans les années 1960, les streetcars furent remplacées par des autobus. Ces décisions furent ensuite considérées comme des erreurs et désormais la rue est revenue à son aspect initial, ce qui plaît aux touristes en quête de dépaysement.

### XXIesiècle
À la suite du passage de l'ouragan Katrina le 29 août 2005, sa population a été, en grande partie, évacuée vers des villes de Louisiane, du Texas et d'autres États de la fédération américaine. Actuellement, la ville est progressivement reconstruite, mais une partie des habitants évacués ne sont jamais revenus, La Nouvelle-Orléans a de fait définitivement perdu 30 % de sa population.
Les 30 et 31 août 2008, la ville est de nouveau évacuée, à la suite de l'annonce de l'approche de l'ouragan Gustav, qui contourne finalement la ville le lendemain.
Lors du Nouvel An 2025 la ville est frappée par un attentat à la voiture bélier, faisant 16 morts.

## Population et société

### Évolution de la population
Après la fondation de la ville en 1718, la colonisation de la Louisiane ne fait pas recette, et le royaume la peuple en y mêlant forçats, « filles de la cassette » dotées par la Régence et « femmes de mauvaise vie », dont l'Amiénoise Marie-Anne Lescau qui inspirera lointainement le personnage de Manon Lescaut. Bien que John Law ait fait envoyer en Louisiane 7 000 personnes (dont 1 500 de force) entre 1717 et 1720, La Nouvelle-Orléans elle-même n'aurait encore compté que :
- 203 habitants en 1723 ;
- 893 habitants en 1726, dont 626 blancs et 267 esclaves ;
- 1 750 habitants (sans les militaires) en 1735, dont 799 blancs, 925 esclaves noirs et 26 esclaves autochtones[39].

Beaucoup de soldats en fin d'engagements s'installaient dans la colonie, d'autant que nombre d'entre eux avaient pris une épouse ou une maîtresse autochtone. Ils furent ainsi 1 500 entre 1731 et 1756, dont 1 000 pour La Nouvelle-Orléans.
À partir de 1755, de nombreux Acadiens (4 000 ?), chassés d'Acadie par le Grand dérangement, s'installent en Louisiane, surtout en Acadiane, mais aussi à La Nouvelle-Orléans, conduisant à un accroissement de sa population. Cadiens ou cajuns, ils seront pour beaucoup dans la perpétuation de la langue et de la culture française en Louisiane.
En 1803, lors de la vente de la Louisiane, la ville comptait entre 12 000 et 15 000 habitants.
En 1812, la population augmente considérablement, atteignant les 25 000 habitants en raison de l'arrivée massive de Français et de Créoles fuyant l'île de Saint-Domingue (l'ancienne colonie de Saint-Domingue devenue la république d'Haïti).
En 1860, lors de la guerre de Sécession, La Nouvelle-Orléans est la sixième ville par importance des États-Unis. Avec 169 000 habitants, elle était la seule ville du Sud de plus de 100 000 habitants.

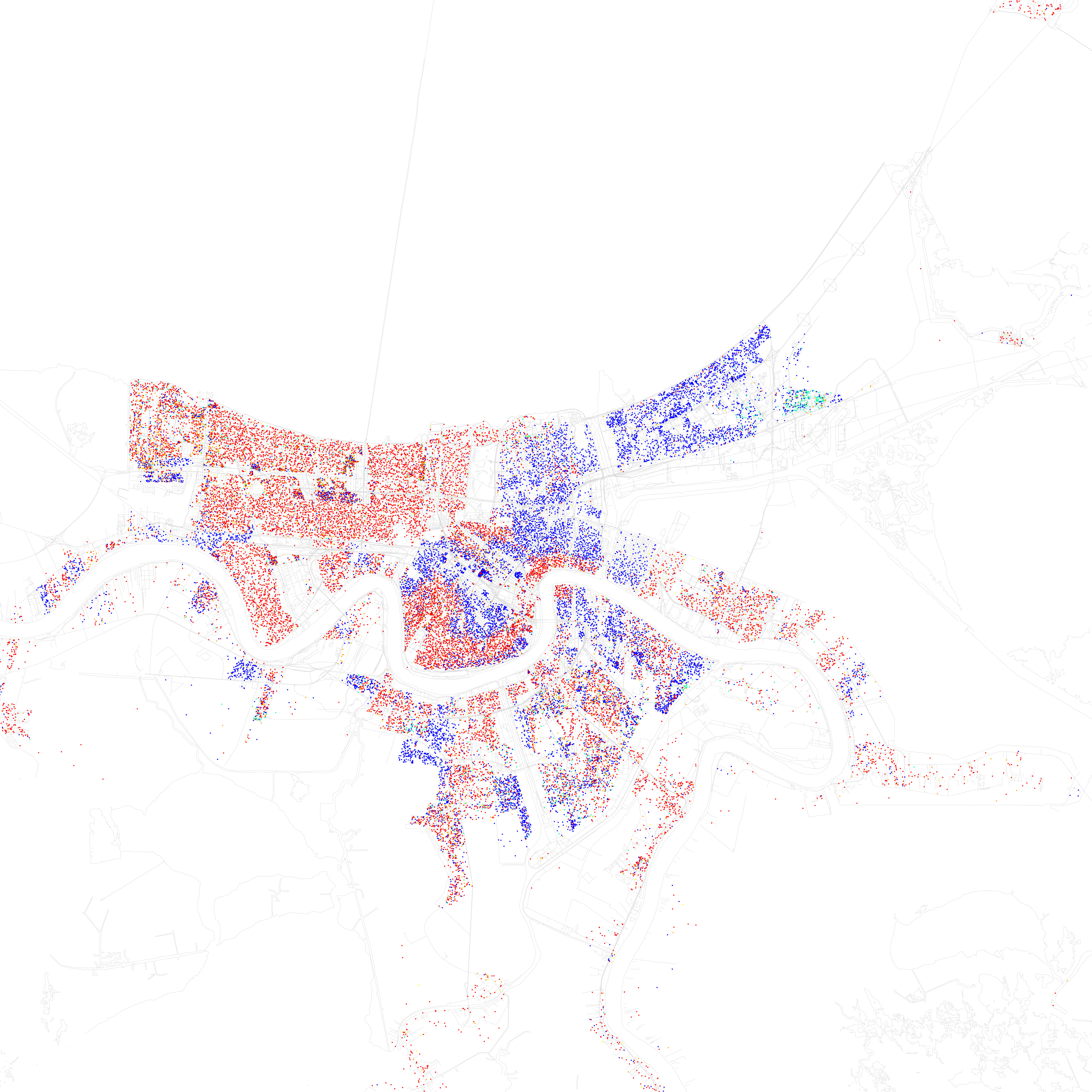
Distribution des groupes ethniques en 2010. Chaque point représente 25 personnes : Blancs non hispaniques, Noirs, Asiatiques, Latinos et autres (jaune).

### Sociologie
| Groupe            | Nouvelle-Orléans | Louisiane | États-Unis |
| ----------------- | ---------------- | --------- | ---------- |
| Afro-Américains   | 60,2             | 32,0      | 12,6       |
| Blancs            | 33,0             | 62,6      | 72,4       |
| Asiatiques        | 2,9              | 1,6       | 4,8        |
| Autres            | 1,9              | 1,6       | 6,4        |
| Métis             | 1,7              | 1,6       | 2,9        |
| Amérindiens       | 0,3              | 0,7       | 0,9        |
| Total             | 100              | 100       | 100        |
|                   |                  |           |            |
| Latino-Américains | 5,3              | 4,2       | 16,7       |

En 2017, La Nouvelle-Orléans est une des villes les moins riches des États-Unis. Elle compte l'une des plus importantes populations noires du pays (60 % des habitants de la ville).
Selon l'American Community Survey, pour la période 2011-2015, 27,0 % de la population vit sous le seuil de pauvreté (15,5 % au niveau national). Ce taux masque des inégalités importantes, puisqu'il est de 35,0 % pour les Afro-Américains et de 12,2 % pour les Blancs non hispaniques. De plus 41,0 % des personnes de moins de 18 ans vivent en dessous du seuil de pauvreté, alors que 24,5 % des 18-64 ans et 16,2 % des plus de 65 ans vivent en dessous de ce taux.
Quand le taux national de la criminalité a diminué, celui des homicides a augmenté de manière significative à La Nouvelle-Orléans. Ainsi, une personne résidant à La Nouvelle-Orléans a dix fois plus de risque de se faire assassiner que l'Américain moyen. Le taux d'homicides y est supérieur à ceux d'autres villes plus grandes comme New York, Los Angeles ou Chicago.
Comme de nombreuses autres villes des États-Unis, La Nouvelle-Orléans est confrontée à la faillite de son système de retraites. Les retraites de ses ex-fonctionnaires ne sont désormais pas toujours payées.

### Langues
Selon l'American Community Survey (en), pour la période 2011-2015, 90,89 % de la population âgée de plus de 5 ans déclarent parler l'anglais à la maison, 4,33 % déclarent parler l'espagnol, 1,78 % le vietnamien, 1,12 % le français, 0,31 % une langue chinoise, et 1,55 % une autre langue.

#### Francophonie

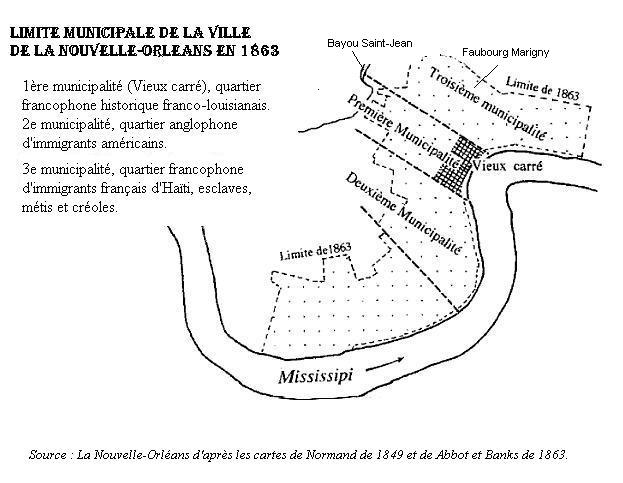
Carte des municipalités et zones linguistiques de La Nouvelle-Orléans en 1863.

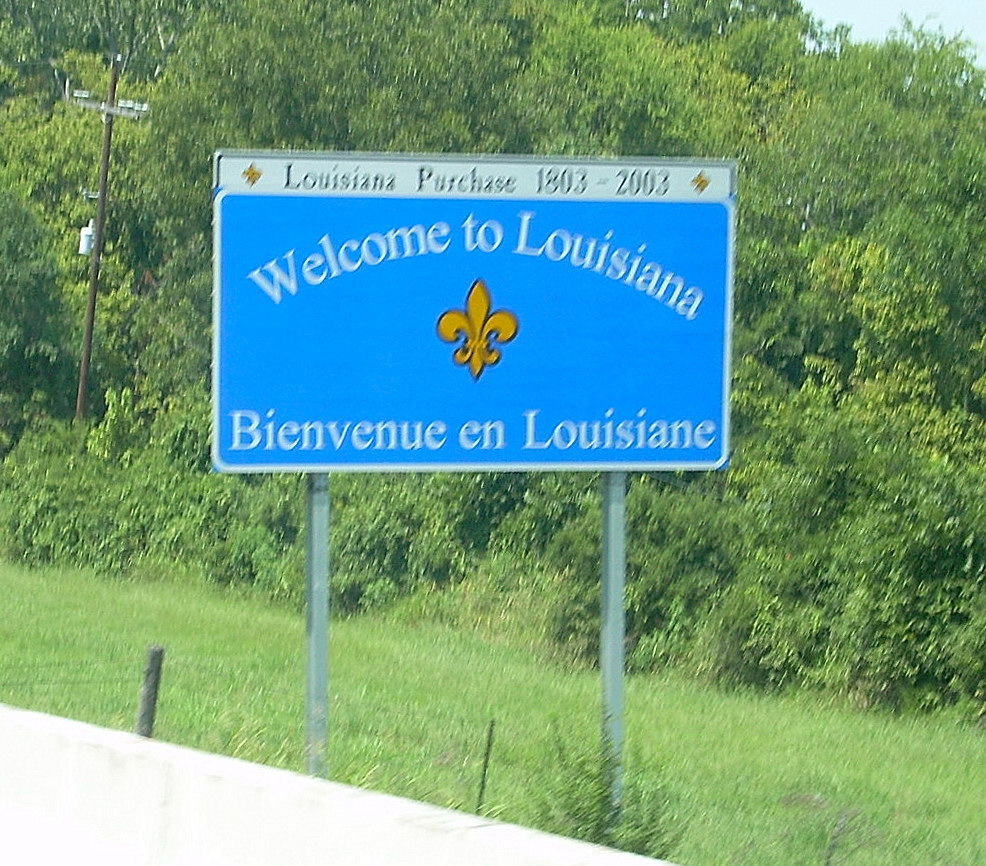
Panneau routier bilingue à l'entrée de la Louisiane.

Lors de la vente de la Louisiane par Napoléon Ier aux États-Unis en 1803, le territoire louisianais est essentiellement peuplé de colons d'origine française, composés de Franco-Louisianais, d'Acadiens, de Canadiens français, de Créoles de Louisiane et d'esclaves. Devenu l'État de Louisiane, le port de La Nouvelle-Orléans va recevoir un flot important et continu d'immigrants jusqu'à la guerre de Sécession. Les premiers à s'installer entre 1804 et 1810 furent plusieurs milliers de Français en provenance de la colonie de Saint-Domingue fuyant avec leurs esclaves la révolution haïtienne. Puis arrivèrent ensuite quatre flux continus d'immigrants venus du reste des États-Unis, de France, d'Irlande, d'Italie et d'Allemagne.
Lors de son voyage en Amérique, Alexis de Tocqueville séjourne à La Nouvelle-Orléans en 1832 et rencontre le procureur général de la Louisiane, Étienne Mazureau, qui lui fournit de nombreuses données sociologiques, démographiques et linguistiques sur la Louisiane et notamment La Nouvelle-Orléans. La ville portuaire est alors divisée en trois municipalités ; deux sont francophones et une anglophone.
- La première municipalité est composée du Vieux carré français historique et des quartiers de Tremé, Fontainebleau, Audubon et du Bayou Saint-Jean. C'est une municipalité francophone peuplée depuis la colonisation de la Louisiane française.
- La seconde municipalité est située en amont du fleuve Mississippi. Elle est contiguë à la première et accueille les immigrants américains anglophones venus du reste des États-Unis. Majoritairement protestante, la municipalité va recevoir de nombreux Irlandais catholiques notamment avec la mise en place d'offices religieux catholiques en langue anglaise.
- La troisième municipalité est située en aval du fleuve Mississippi. Elle est contiguë à la première municipalité. Elle est composée du Faubourg Marigny. Elle est peuplée à l'origine de francophones créoles, mulâtres et métis franco-africains. Elle fut le lieu historique du plaçage, système hérité de la période française, mais en désuétude, qui consistait à placer des femmes esclaves noires pour les maîtres blancs comme concubines. Les enfants métissés issus de ces centaines de couples devinrent des hommes de couleur libres. La troisième municipalité accueillit, par la suite, plusieurs milliers d'immigrants venus de France au cours du XIXe siècle.

Les Créoles, métis, mulâtres et esclaves noirs restèrent fidèles à la langue française en raison notamment des idéaux révolutionnaires d'égalité et de liberté de la Révolution française. Après les ravages et les bouleversements de la guerre de Sécession en raison de la défaite des Confédérés, le paysage linguistique de la Louisiane a changé. Les francophones ne sont plus majoritaires et s'intègrent à la société américaine. Même si on continue à parler français chez soi, la majorité des écoles n'offrent plus que l'anglais comme langue d'instruction. Quant aux Créoles, mulâtres, métis et anciens esclaves francophones, ils ne peuvent constituer des écoles francophones en raison de leur pauvreté. La langue française va alors régresser jusqu'à la Première Guerre mondiale et sera même bannie officiellement en 1921.
Il faudra attendre 1968 pour voir renaître officiellement la langue française en Louisiane. Le Conseil pour le développement du français en Louisiane (Codofil), dirigé par James Domengeaux, va se battre pour imposer la langue française comme une langue officielle de l'État de Louisiane. Le français n'a jamais totalement disparu, notamment de La Nouvelle-Orléans. Les anciens le parlent encore et leurs petits-enfants se mettent à s'intéresser à leur origine autrefois française. Un renouveau de l'apprentissage du français apparaît. L'Organisation internationale de la francophonie participe à cet engouement en envoyant des centaines d'enseignants français, belges, canadiens, suisses, maghrébins et même vietnamiens former à la fois les élèves et leurs futurs enseignants.
Sur le million d'habitants de l'agglomération en 1970, seuls 10 % (soit 100 000 personnes) avaient le français comme langue maternelle. Parmi eux, une minorité (40 000 personnes environ) était issue de vieilles familles créoles citadines du Vieux carré ; moins encore (10 500) de la communauté francophone noire (dont était originaire Sidney Bechet), et le reste (50 000 personnes) étaient des Cadiens ayant quitté leurs bayous ou la prairie de Lafayette. Toutes ces catégories-là ont été touchées par l'acculturation anglophone intensive introduite par la scolarisation généralisée dans l'entre-deux-guerres. Elle concerne notamment le demi-million de francophones recensés en 1970 (incluant encore quelques autochtones : Koasati, Houma et Chitimachas) sur le million de Franco-louisianais ou « Français de Louisiane », selon l'expression américaine courante Louisiana French.

## Économie

### Données générales

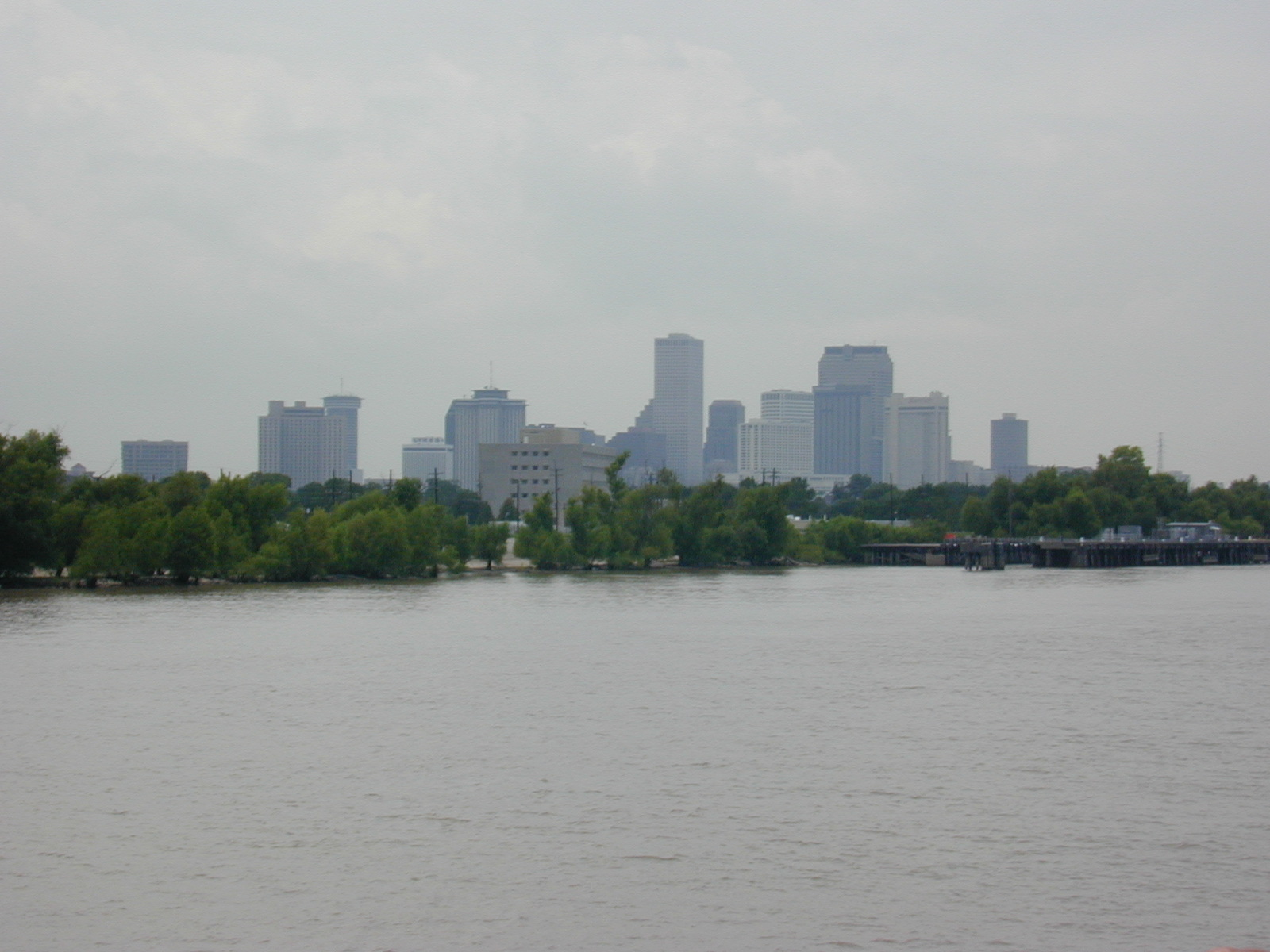
Le centre des affaires de La Nouvelle-Orléans, vue depuis le Mississippi.

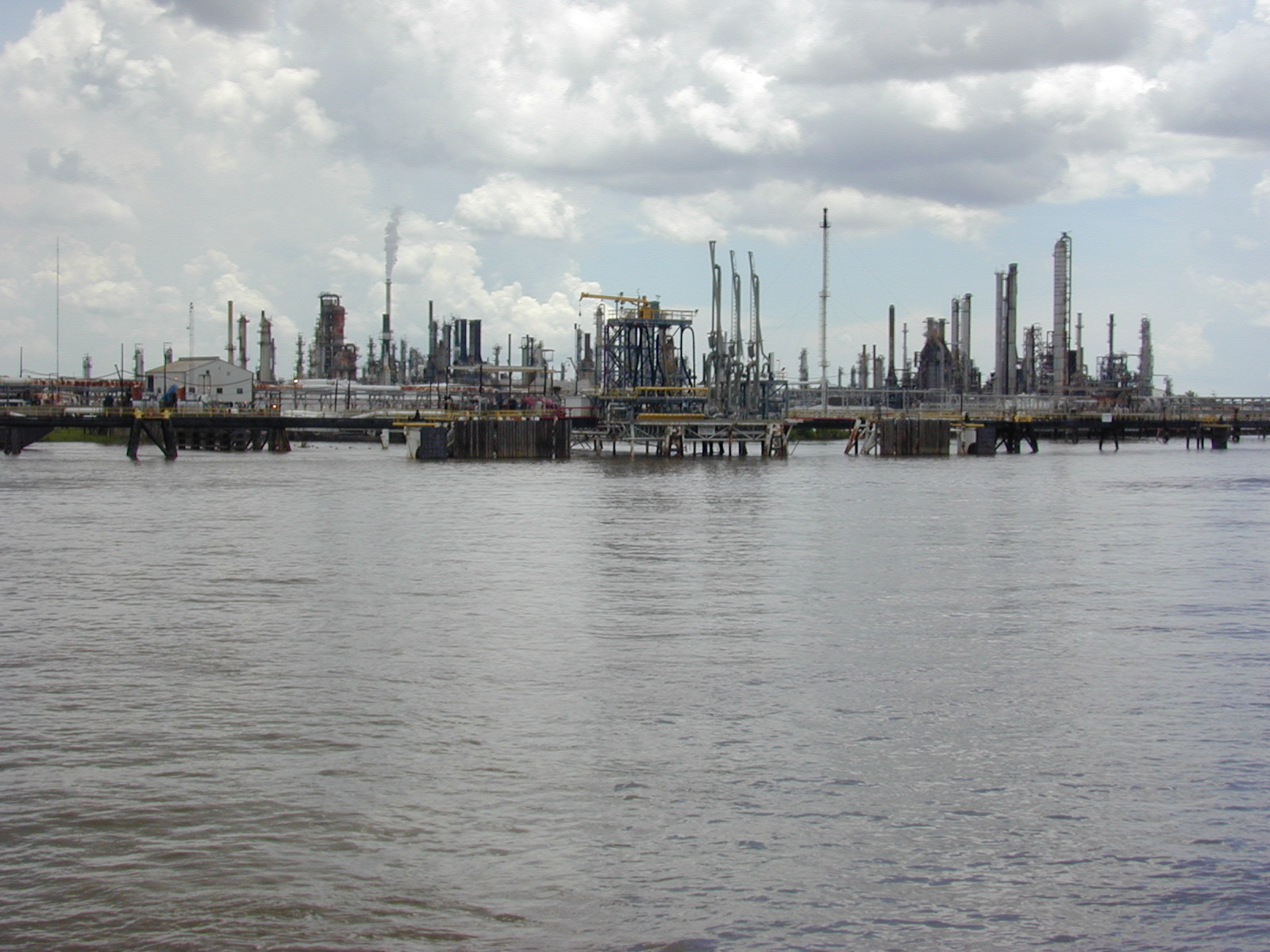
Raffinerie de pétrole près de La Nouvelle-Orléans, sur le Mississippi.

L'économie de La Nouvelle-Orléans est en déclin depuis plusieurs générations. La Nouvelle-Orléans a longtemps été un grand port international qui profitait de sa situation privilégiée au débouché des Grandes Plaines : le port exportait des céréales (12,5 millions de tonnes en 1996). Il vivait aussi grâce à une vaste arrière-pays irrigué par les 23 000 km du réseau fluvial du Mississippi et de ses affluents. Il était au premier rang mondial pour les navires porte-barges.
Au XIXe siècle, La Nouvelle-Orléans était le site d'un hôtel des Monnaies des États-Unis. Aujourd'hui, son bâtiment est un musée de l'État de la Louisiane.
Au XXe siècle, sous l'administration autoritaire du gouverneur Huey Long, l'État de Louisiane a développé ses installations portuaires et l'industrie liée à l'activité pétrolière, donnant ainsi l'occasion à de nombreux habitants d'intégrer la classe ouvrière ou la classe moyenne. Le chantier naval Avondale est le principal site industriel de Louisiane en termes d'emplois.
Mais ensuite, le développement de l'économie productive ou des secteurs comme l'énergie ou le commerce, offrant des salaires élevés, ont été abandonnés au profit des arts, de la culture et surtout du tourisme.
Le tourisme est ainsi devenu l'activité principale de base de La Nouvelle-Orléans. C'est cependant une activité aux salaires peu élevés, souvent de 50 % en dessous de la moyenne nationale permettant à près de la moitié des employés, principalement noirs, de maintenir leur famille au-dessus du seuil de pauvreté. Avec la culture, c'est un secteur d'activité qui a surtout profité aux propriétaires de restaurants, d'hôtels, ou encore agents et promoteurs immobiliers.

### Port

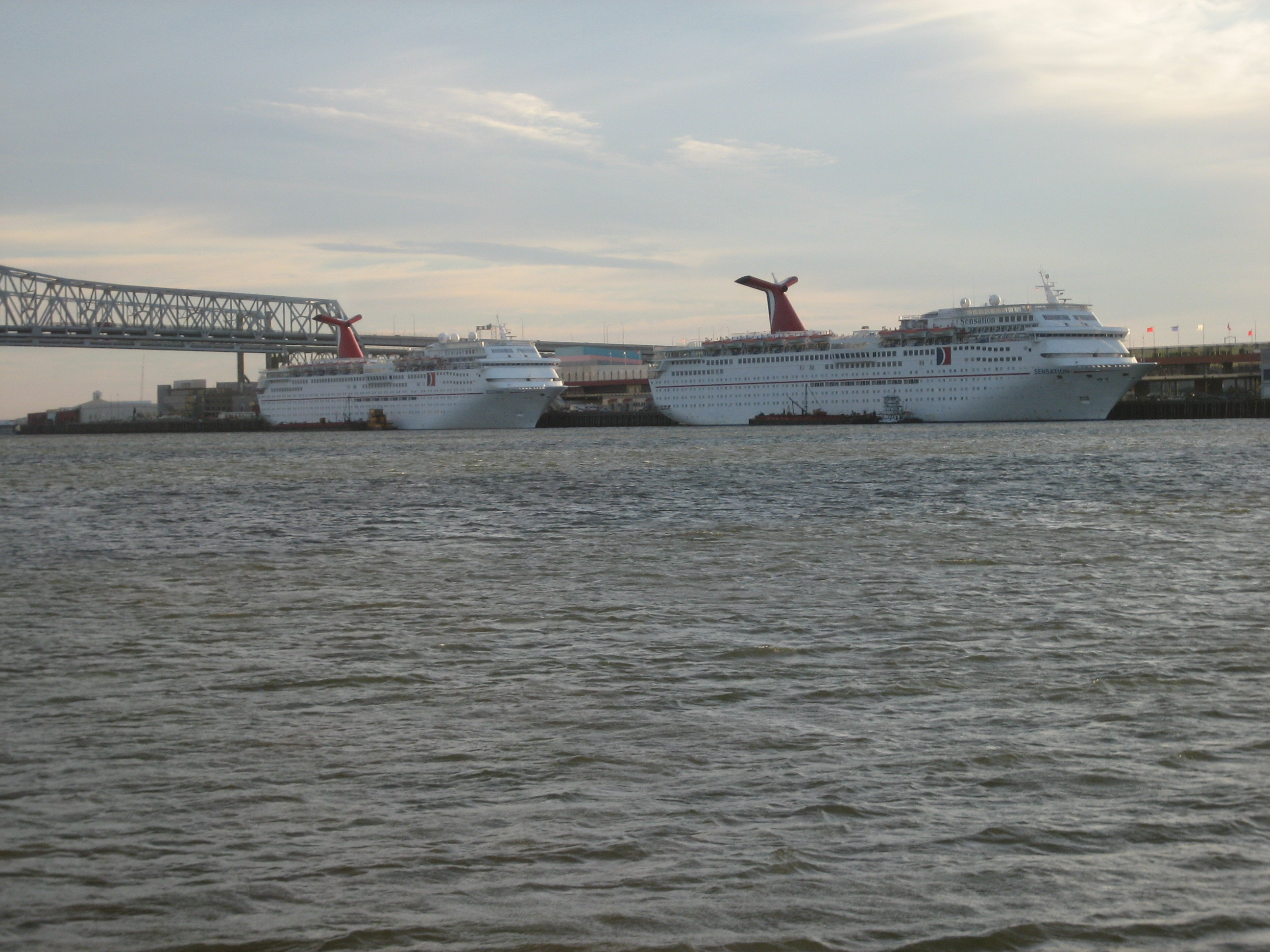
Deux navires de croisière de la société Carnival à quai à La Nouvelle-Orléans, réquisitionnés après le passage de Katrina.

Le port de La Nouvelle-Orléans est le cinquième port des États-Unis en volume de marchandise, en valeur de marchandises transportées, le port de La Nouvelle-Orléans se situe à la douzième position. Il dispose également de la plus grande longueur de quai avec 3,1 kilomètres de long et peut accueillir 13 navires en même temps.
Cette installation portuaire traite un volume équivalent à 84 millions de tonnes de fret par an. Le port de la Louisiane du Sud situé entre La Nouvelle-Orléans et Baton Rouge, traite quant à lui, 199 millions de tonnes de fret. Les deux étant combinés forment le plus grand port au monde, en gros tonnage et le quatrième par volume annuel traité.
La Nouvelle-Orléans est l'un des principaux ports dans le monde pour le transbordement d'acier, de caoutchouc et de café. Il accueille plus de 6 000 bateaux par an et 700 000 passagers en transit pour les Caraïbes, le Mexique et les Bahamas.
Les exportations du port de La Nouvelle-Orléans se concentrent principalement sur les productions du Sud des États-Unis : les céréales et les produits pétroliers.
Le port accueille dans ses terminaux « Erato Street », « Julia Street 1 » et « Julia Street 2 », soit donc près de 700 000 passagers de différentes compagnies telles que Carnival Cruise Lines, Royal Caribbean Cruise Line, Norwegian Cruise Line et ACCL.

## Culture

### Héritage culturel

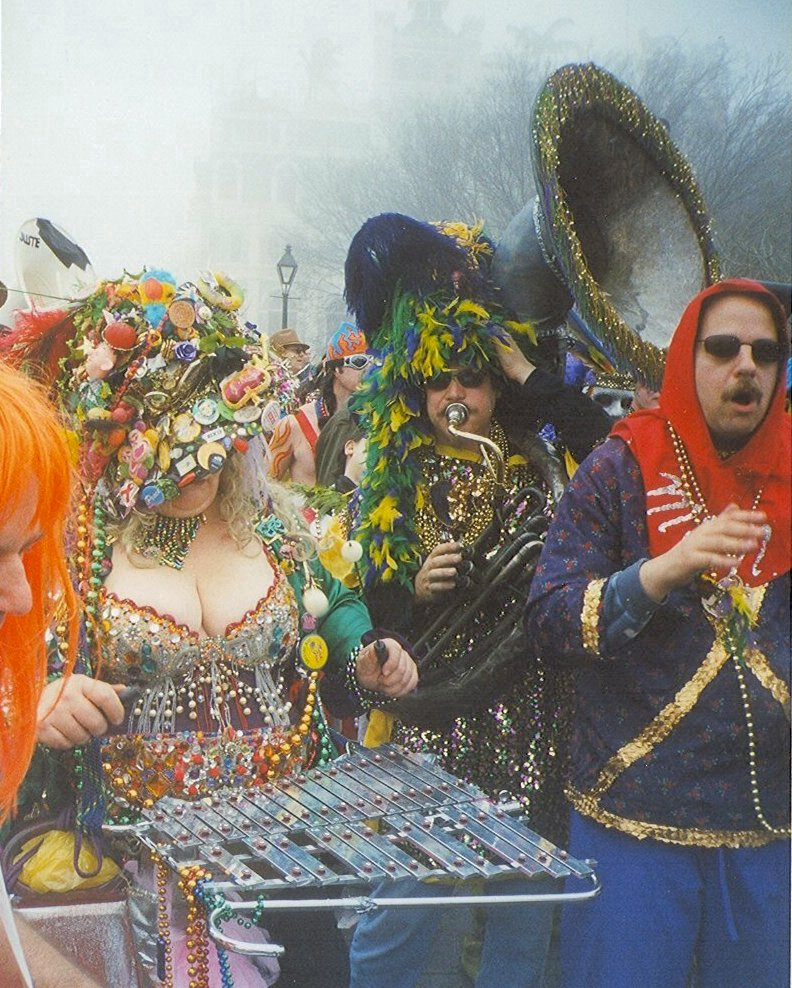
Scène du carnaval de La Nouvelle-Orléans.

La ville est au cœur de la culture des Caraïbes y compris le culte du vaudou. Beaucoup de visiteurs adoptent le slogan cadien « Laissez les bons temps rouler », notamment en flânant dans le Vieux carré français qui est entouré par le fleuve et les rues du Rempart, Canal et Esplanade. Une des spécialités locales à déguster au Café du Monde (près du Marché français) : le café au lait avec des beignets. Le Natchez, un bateau à roues à aubes, fait quotidiennement un tour sur le fleuve Mississippi.
Désormais deux lignes de tramway, la ligne rouge parallèlement à Canal Street à travers le Vieux carré français et la verte le long de la rue Saint-Charles, desservent les citoyens de La Nouvelle-Orléans. Une promenade nostalgique à jamais immortalisée dans la fameuse pièce de Tennessee Williams Un tramway nommé Désir.
À cause de la hauteur de la nappe phréatique, les cimetières utilisent des cryptes. Depuis longtemps, des cérémonies funèbres sont accompagnées par des musiciens de jazz (jazz funeral). Aucune visite à La Nouvelle-Orléans n'est complète sans une excursion dans les musées extérieurs les plus anciens de la ville, ses cimetières historiques (cimetière Saint-Louis). Souvent appelés les « Cités des morts », ces cimetières sont remarquables pour leurs tombeaux uniques et en surface. Lesdits tombeaux sont des monuments des dix-huitième, dix-neuvième et du début du vingtième siècle, et sont, comme les cimetières eux-mêmes, une partie remarquable de l'héritage français si particulier de cette ville.

### Opéra
Avec la création en 1792, dans le Vieux carré français, du Théâtre de la Rue Saint-Pierre, et de la première représentation documentée d'un opéra en 1796 avec l'opéra-comique Silvain, La Nouvelle-Orléans devient « le Paris de l'Amérique » en termes culturels. Marquant d'abord une préférence pour les ouvrages français et italiens, la ville devient un des lieux majeurs de la création lyrique dans les colonies et la première à se doter d'une compagnie d'opéra permanente entre 1859 et 1919. Le Théâtre d’Orléans construit entre 1806 et 1815 devient une des scènes lyriques les plus importantes de la ville, qui produit presque 150 opéras durant ses cinq premières années de fonction. La création en 1859 de la French Opera House accentue encore l'importance musicale de la ville, raffinant et enrichissant la représentation d'opéras.

### Gastronomie
Parmi les nombreuses spécialités culinaires : les beignets néo-orléanais, les haricots rouges avec du riz, le po' boy et les (sandwiches) muffuletta ; les huîtres du golfe et les crawfish (petites écrevisses d'eau douce) ; l'étouffée, le jambalaya, le gumbo, le sazerac, le daube glacé et la cuisine créole.
- La Nouvelle-Orléans s'enorgueillit d'être la ville qui a la meilleure cuisine des États-Unis et la meilleure musique du monde. En effet, c'est la ville d'où vient le jazz et le blues, et on y mange cadien ou créole ;
- L'agglomération compte environ 120 clubs de jazz en 2006[54].

### Enseignement
- L'université Tulane, établissement privé, prestigieux et très sélectif ;
- L'université Loyola, établissement privé ;
- L'université de La Nouvelle-Orléans, établissement public géré par l'État de Louisiane dans le cadre de l'université d'État de Louisiane.

### Musées
- Musée du vaudou
- New Orleans Museum of Arts (NOMA), 1 Collins Diboll Circle (City Park).
- New Orleans Historic Voodoo Museum, 724 Dumaine Street/Bourbon Street.
- New Orleans Pharmacy Museum, 514 Charles Street/Toulouse Street.
- Civil War Museum, 929 Camp Street/Saint Joseph Street.
- Ogden Museum of Southern Art, 925 Camp Street/Saint Joseph Street.
- Contemporary Art Center, 900 Camp Street/Saint Joseph Street.
- Mardi Gras World, 1380 Port of New Orleans Place.
- McKenna Museum of American Art, 2003 Carondelet Street/Saint Andrew Street.
- Musee Rosette Rochon, 1515 Panger Street/Dauphine Street.
- National War II Museum, 945 Magazine Street.
- New Orleans Jazz Museum, 400 Esplanade Avenue.
- Historic New Orleans Collection, 533 Royal Street/Toulouse Street.
- The Presbytere (Mardi Gras/Ouragan Katrina), 751 Charles Street/Saint Anne Street.
- .The Cabildo, 701 Charles Street/Saint Peter Street[55],[56].

## Édifices notables
La Nouvelle-Orléans comprend 24 gratte-ciel, dont le plus haut est le Hancock Whitney Center qui atteint 221 mètres de hauteur.

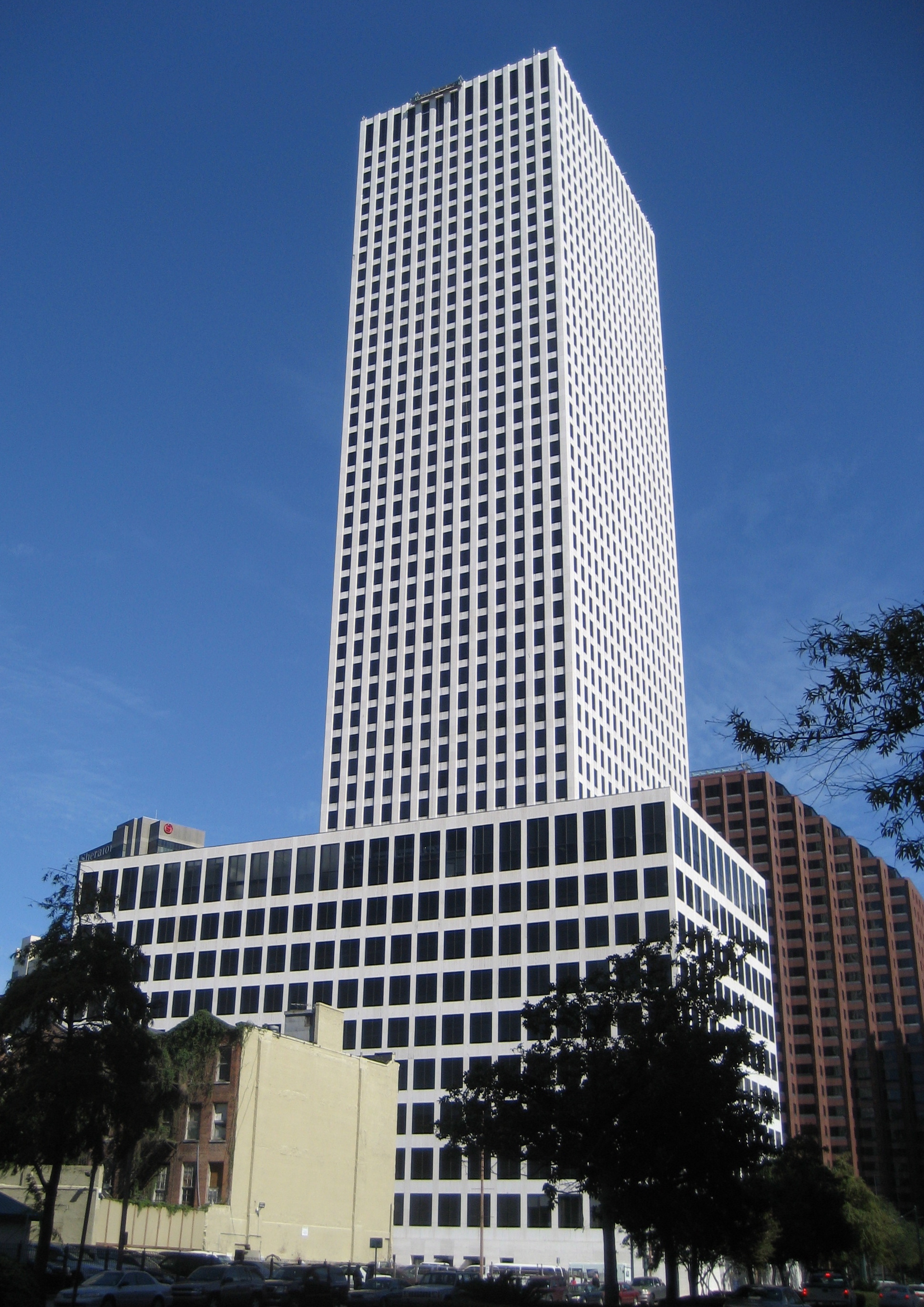
Hancock Whitney Center.

Dans le domaine religieux, la ville comprend la cathédrale Saint-Louis, qui est la plus ancienne cathédrale continuellement en activité aux États-Unis.
Au XIXe siècle ont été construites les églises Saint-Patrick et Saint-Joseph ; au XXe, le sanctuaire Sainte-Anne.

## Voies de communication

### Transports en commun

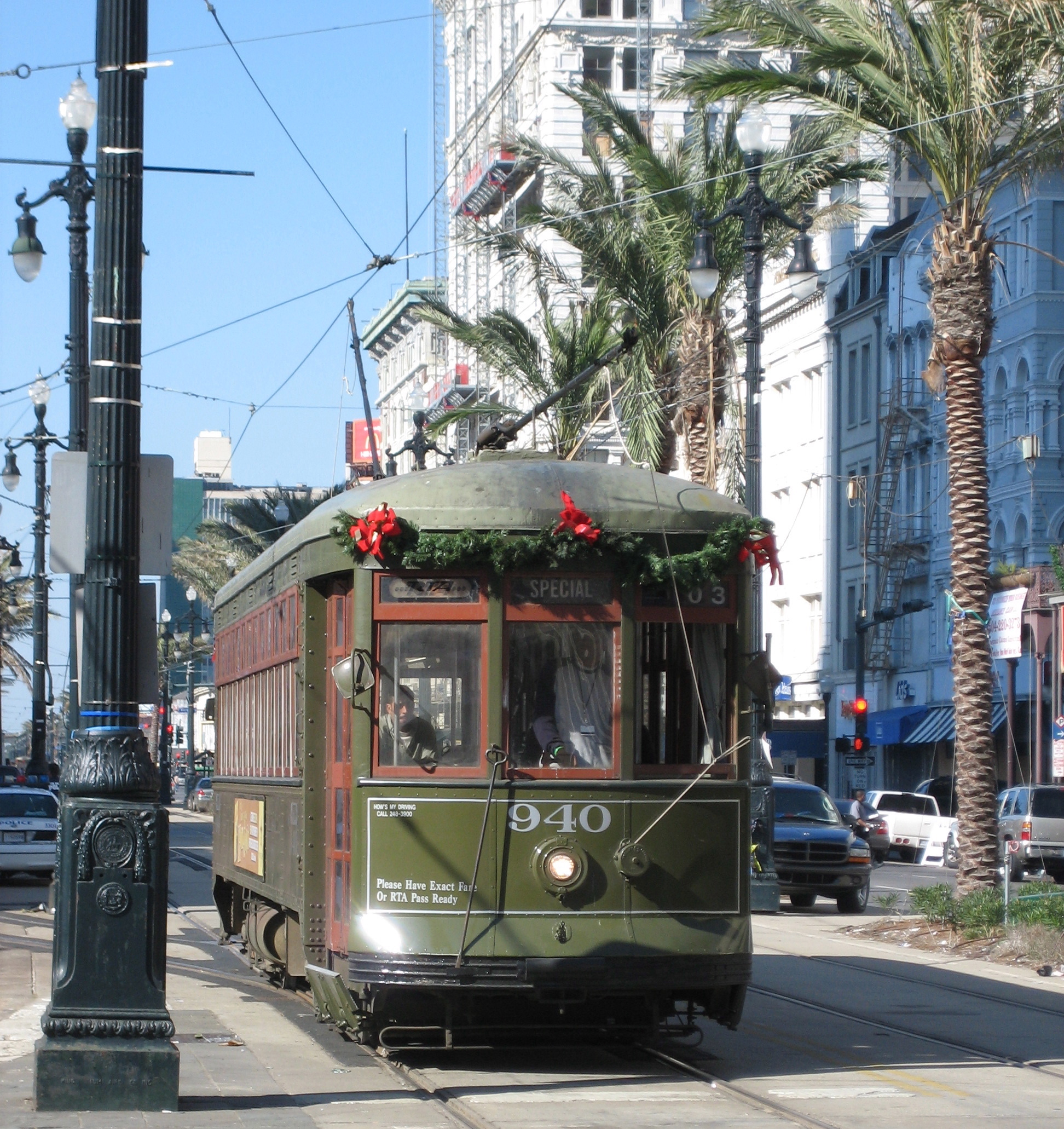
Tramway de La Nouvelle-Orléans.

Un réseau de transport assez dense géré par la RTA (Regional Transit Authority) couvre l’agglomération néo-orléanaise. Vingt-huit lignes de bus sillonnent La Nouvelle-Orléans (notamment les quartiers d'Algier, Garden District, Mid-City, New Orleans East et le Quartier français) ainsi que la partie est de la commune indépendante de Metairie (à l'ouest de la ville) et la ville de Gretna (située sur la rive sud du Mississippi).
Trois lignes de tramway (streetcar) parcourent les quartiers de Mid-City, Garden District, et le Vieux carré français (French Quarter).

### Trains
La Nouvelle-Orléans possède une gare Amtrak : la New Orleans Union Passenger Terminal. La ville est ainsi reliée directement à Chicago. La ligne « Crescent » relie New York et La Nouvelle-Orléans en desservant deux autres villes : Washington D.C. et Atlanta. La ligne « Sunset Limited » relie Los Angeles et La Nouvelle-Orléans.

### Aéroport
La ville est desservie par l'aéroport international Louis Armstrong de La Nouvelle-Orléans, situé à Kenner à vingt minutes du centre-ville de la Nouvelle-Orléans. L'aéroport a un seul terminal principal avec quatre satellites, ce qui rend la circulation très facile. Des navettes offrent un service de transport en commun entre l'aéroport et les quartiers de Central Business District où se trouvent les hôtels.
C'est le 51e aéroport nord-américain avec plus de 7,7 millions de passagers en transit en 2009. En 2001, il prend le nom de Louis Armstrong en hommage au célèbre jazzman néo-orléanais.

## Politique et administration
La ville est administrée par un maire et un conseil de sept membres, tous élus pour quatre ans.
| Période | Période  | Identité                  | Étiquette       | Qualité                |
| ------- | -------- | ------------------------- | --------------- | ---------------------- |
| 1978    | 1986     | Ernest Nathan Morial (en) | Parti démocrate | Premier Afro-Américain |
| 1986    | 1994     | Sidney Barthelemy (en)    | Parti démocrate |                        |
| 1994    | 2002     | Marc Morial               | Parti démocrate |                        |
| 2002    | 2010     | Ray Nagin                 | Parti démocrate |                        |
| 2010    | 2018     | Mitch Landrieu            | Parti démocrate |                        |
| 2018    | En cours | LaToya Cantrell           | Parti démocrate |                        |

| District            | Nom                     | Parti     |
| ------------------- | ----------------------- | --------- |
| A                   | Joseph Giarrusso        | Démocrate |
| B                   | Jay Banks               | Démocrate |
| C                   | Kristin Gisleson Palmer | Démocrate |
| D                   | Jared Brossett (en)     | Démocrate |
| E                   | Cyndi Nguyen            | Démocrate |
| At-large Division 1 | Helena Moreno (en)      | Démocrate |
| At-large Division 2 | Jason Williams (en)     | Démocrate |

## Célébrations
- La Nouvelle-Orléans est la ville qui organise le plus de festivals dans le monde : chaque année, près de 500 manifestations[60] diverses ont lieu dans différents quartiers.
- Le plus célèbre carnaval est celui de Mardi gras, avec des parades et des décors flottants, qui rassemble près de 700 000 personnes en février 2007[60].
- Le Festival de Jazz (appelé en anglais New Orleans Jazz & Heritage Festival ou encore « Jazz Fest »), organisé depuis 1969, a rassemblé plus de 400 000 personnes[60] en avril-mai 2006.

Voir Krewe du Vieux (en), Mardi gras de la Nouvelle-Orléans et Mardi gras indien.

## Sports
Les clubs professionnels :
- de football – Saints de La Nouvelle-Orléans NFL ;
- de basket-ball – Pelicans de La Nouvelle-Orléans, NBA (Jazz 1974-1979 ; Hornets 2002-2005 puis 2008-2013) ;
- de baseball – Baby Cakes de La Nouvelle-Orléans, Ligue mineure de baseball ;
- de rugby - Gold de La Nouvelle-Orléans, Major League Rugby.

La plus grande infrastructure sportive de la ville est le Superdome.

## Dans la culture populaire

### Littérature
- Manon Lescaut de l'abbé Prévost (1731). Le dernier épisode se déroule dans cette ville, que l'auteur appelle le Nouvel Orléans.
- La série Dave Robicheaux, romans de James Lee Burke.
- Le Cinéphile, roman de Walker Percy.
- La Conjuration des imbéciles, roman de John Kennedy Toole.
- Dîner chez Antoine's, roman policier de Frances Parkinson Keyes.
- Entretien avec un vampire, roman d'Anne Rice, adapté au cinéma par Neil Jordan et plus généralement ses Chroniques des vampires ainsi que le cycle La saga des sorcières.
- L'Éveil, roman de Kate Chopin.
- Âmes perdues et Le Corps exquis, romans de Poppy Z. Brite.
- La saga de la Famille Landry, roman de Virginia C. Andrews.
- Le Cercle des immortels, série de Sherrilyn Kenyon.
- Le secret du Bayou, roman de Nora Roberts.
- Bayou, roman de Pamela Jekel.
- Esplanade Avenue, roman d'Annick Le Scoëzec Masson, Paris, 2010.
- Ouragan, Laurent Gaudé, Actes Sud, 2010.
- Big Easy, roman jeunesse de Ruta Sepetys (américaine), 2013.
- The Originals, série de Julie Plec.
- Villa Formosa, roman de Christophe Masson (Editions Revoir, 2022)

### Télévision
- The Originals
- Cloak and Dagger (série télévisée)

## Archevêché
- Archidiocèse de La Nouvelle-Orléans
- Cathédrale Saint-Louis de La Nouvelle-Orléans
- Liste des localités de la Louisiane

## Jumelages
La Nouvelle-Orléans est jumelée avec :
| Ville | Ville                 | Pays | Pays                | Période                   |
| ----- | --------------------- | ---- | ------------------- | ------------------------- |
|       | Batoumi,              |      | Géorgie             | depuis le 3 mai 2012      |
|       | Belém                 |      | Brésil              |                           |
|       | Cap-Haïtien           |      | Haïti               |                           |
|       | Caracas               |      | Venezuela           |                           |
|       | Durban,               |      | Afrique du Sud      | depuis 2003               |
|       | Florence              |      | Italie              | depuis 2006               |
|       | Honolulu              |      | États-Unis          | depuis le 4 avril 2001    |
|       | Innsbruck,            |      | Autriche            | depuis le 14 juillet 1995 |
|       | Isola del Liri        |      | Italie              |                           |
|       | Juan-les-Pins         |      | France              | depuis 1994               |
|       | Klaipėda              |      | Lituanie            | depuis 2012               |
|       | Maracaibo,            |      | Venezuela           | depuis 1998               |
|       | Matsue,               |      | Japon               | depuis le 26 mars 1994    |
|       | Mérida (en)           |      | Mexique             |                           |
|       | Mérida,               |      | Mexique             | depuis le 9 juin 1990     |
|       | Orléans,              |      | France              | depuis le 5 janvier 2018  |
|       | Pointe-Noire          |      | République du Congo | depuis 1990               |
|       | Resistencia           |      | Argentine           |                           |
|       | Rosh HaAyin,          |      | Israël              | depuis 2012               |
|       | Rotterdam             |      | Pays-Bas            | depuis 2010               |
|       | San Miguel de Tucumán |      | Argentine           | depuis 1992               |
|       | Tegucigalpa           |      | Honduras            | depuis 1992               |
|       | Zonguldak             |      | Turquie             |                           |